# Réseau de bus Terres d'Envol
Le réseau de bus Terres d'Envol est un réseau de transports en commun par autobus circulant en Île-de-France, organisé par l'autorité organisatrice Île-de-France Mobilités et l'établissement public territorial Paris Terres d'Envol. Il est exploité par le groupe Transdev à travers la société Transdev Nord Seine-Saint-Denis depuis le 1er janvier 2023.
Il se compose de 22 lignes qui desservent principalement le nord de la Seine-Saint-Denis et dans une moindre mesure l'ouest du département de Seine-et-Marne, le nord du Val-de-Marne et le sud du Val-d'Oise.

## Histoire

### SGTD
L'implantation de Keolis CIF dans le secteur remonte à 1919, née d'une volonté du grand groupe de transports que représentait la Société générale des transports départementaux (SGTD), d'améliorer sa présence dans le nord de la région parisienne. En effet, Keolis CIF n'a jamais été une entreprise de transport indépendante. Active dans de nombreuses régions françaises, la SGTD n'y gérait que deux entreprises vers le milieu des années 1950 : la Compagnie des Transports Urbains d’Argenteuil (CTU) et les Courriers de Seine-et-Oise (CSO). C'était l'époque de l'expansion rapide de la grande banlieue nord de Paris. En 1956, la SGTD rachète donc trois entreprises de transport routier de voyageurs dans le secteur géographique visé :
- Cuisinier–Marseille, à Moussy-le-Neuf (Seine-et-Marne) - 40 autocars ;
- Collin, à Puiseux-en-France (Seine-et-Oise) - 15 autocars ;
- Huyghes, à Mortefontaine (Oise) - 10 autocars[1].

La création des CIF devient effective le 1er octobre 1956 en tant que filiale de la SGTD. Le siège social est établi dans le 19e arrondissement de Paris, près du métro Stalingrad, quai de Seine. Le mode d'exploitation des anciennes entreprises familiales reste inchangé pendant les deux premières années seulement : depuis les petites communes de la grande banlieue, des cars se rendent à Paris (Porte de la Villette) ou à Saint-Denis (Carrefour Pleyel) et en reviennent le soir. Dans ce cas, la maintenance peut uniquement s'effectuer tard dans la soirée ou pendant la nuit, dans la commune d'affectation respective des autocars. Entre-temps, les CIF font construire un nouveau dépôt central à La Plaine Saint-Denis, avenue du Président-Wilson. Avec sa mise en service en 1958, la maintenance peut désormais s'effectuer pendant la journée.

### Naissance d'un partenariat entre le département, TRA et la RATP
Dès le début de l'année 1983, l'exploitation des lignes du réseau séquano-dyonisien est confiée à l'entreprise Les Transports Rapides Automobiles (TRA) sous l'autorité du conseil général. Le 21 janvier 1983, à la suite d'un protocole d'accord tripartite passé entre le département de la Seine-Saint-Denis, TRA et la RATP, le réseau est géré en association par les trois partenaires. Le 28 février 1983, après une première série de modifications, le réseau est désormais identifié par des indices de la série 600.
Le 23 octobre 1986, le réseau de bus de Seine-Saint-Denis voit naître la ligne 703 exploitée par la société Transdev TRA[réf. nécessaire], avant d'apparaitre comme l'entité indépendante Les Autobus du Fort dès le 1er janvier 2008. Puis le 2 avril 2001, la ligne express 702 est créée.

## Développement du réseau

### Implantation des Courriers d'Île-de-France
Simultanément avec l'expansion de la banlieue et la création de nouveaux quartiers, le réseau s'agrandit progressivement. L'ancienne exploitation avec des lignes desservant directement Paris subsiste dans un premier temps, la circulation automobile sur les grandes routes n'étant pas encore dissuasive et l'efficacité de la desserte ferroviaire de la banlieue éloignée n'étant pas comparable à celle du réseau express régional (RER). Bien entendu, des lignes de rabattement sur des gares SNCF existent aussi, et ce depuis le début du chemin de fer dans la région, moyennant des omnibus hippomobiles. En 1971, la SGTD fusionne avec la Société des Transports Automobiles (STA) et devient VIA-GTI. Trois ans plus tard, la flotte des autocars des CIF aura doublé par rapport à l'année de fondation, mais le parcours kilométrique annuel se sera multiplié par huit en passant de 800 000 km à 6 500 000 km, soit environ 170 km par jour ouvrable et par véhicule au lieu de 45 km. Ce chiffre illustre bien à quel point l'exploitation avait gagné en efficacité.
La Plaine Saint-Denis s'avère de plus en plus inadapté comme base d'exploitation dans le nouveau contexte urbanistique, qui fait que les portes de Paris ne sont quasiment plus desservies directement depuis le nouveau département du Val-d'Oise et depuis celui de Seine-et-Marne. L'importance du nouvel aéroport de Paris-Charles-de-Gaulle et sa situation géographique au centre de la zone desservie par les CIF furent sans doute les raisons pour le choix du Mesnil-Amelot comme nouveau siège de l'entreprise. La nouvelle base d'exploitation avec les bureaux de l'administration est inaugurée en 1980, et le dépôt de La Plaine-Saint Denis abandonné. Au cours des 30 années qui suivent, la flotte de Keolis CIF double encore une fois, et le réseau s'agrandit tant par l'absorption d'autres lignes existantes que par la création de lignes supplémentaires. Maintenant, ce sont de plus en plus les lignes tangentielles de transport interurbain qui sont décisives pour la croissance, dont la mission est souvent de relier de différentes villes à l'aéroport de Roissy et de pallier les lacunes du réseau Transilien.

### Rachat du CIF par le Groupe SNCF via Keolis
En 2001, l'entreprise exploitante La Générale de Transport et d'Industrie (dit VIA-GTI) est racheté par le groupe SNCF, qui a fait fusionné ses filiales Cariane et SCETA pour devenir Keolis. Les lignes de bus exploitées par l'ancien transporteur sont revenues au main de la nouvelle filiale Keolis CIF.
La dernière ligne subsistante de l'ancienne exploitation des débuts des CIF disparaît sur le territoire francilien en janvier 2007 par manque de fréquentation: c'est la ligne 10 Roissypôle - Louvres - Senlis - Compiègne suivant le cours de la N 17, déjà amputée de sa première section depuis Saint-Denis - Porte de Paris (métro de Paris). Auparavant, la ligne avait été reprise par CabAro du groupe VIA-GTI puis Connex (aujourd'hui Transdev). Elle se limite aujourd'hui au tronçon Senlis - Compiègne et est exploitée par Keolis Oise.

### Première série de modifications par TRA

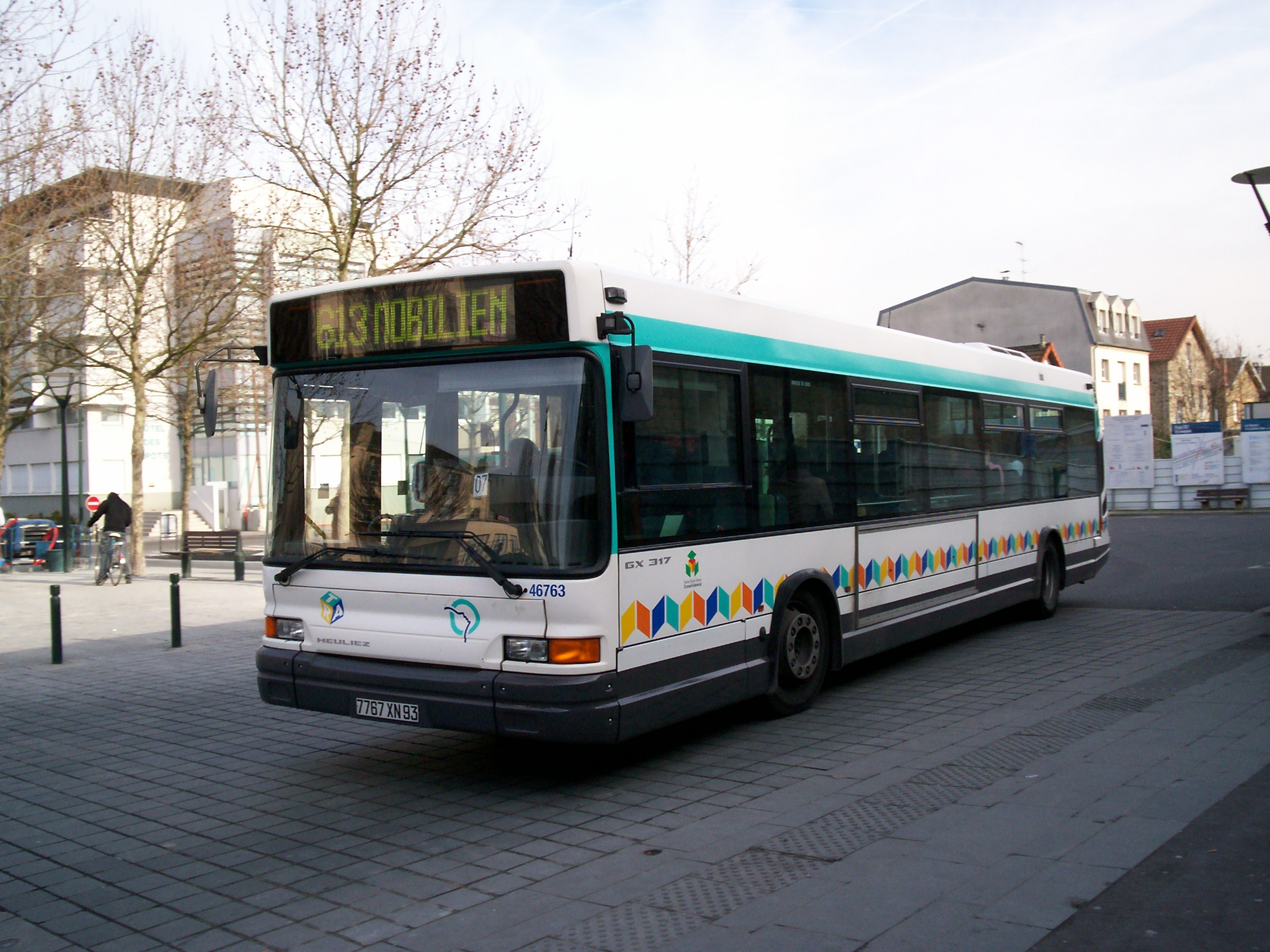
Un bus en livrée RATP-TRA de la ligne 613 en gare de Chelles, en janvier 2008.

Le 18 septembre 2006, à l'occasion de la mise en service de la T'Bus de la société de transport Les Courriers de l'Île-de-France, la ligne 670, qui desservait le quartier du Vert-Galant sous forme de service circulaire au départ de la gare du Vert-Galant, est supprimée.
Le 1er octobre 2007, à l'initiative du conseil général de Seine-Saint-Denis, le réseau est profondément restructuré dans les communes de Clichy-sous-Bois, Montfermeil, Coubron et de Vaujours pour un coût de 890 000 euros financé par le département. Les lignes concernées bénéficient d'un renforcement des fréquences, d'horaires de fonctionnement plus étendus. De plus, de nouvelles lignes sont créées à cette occasion

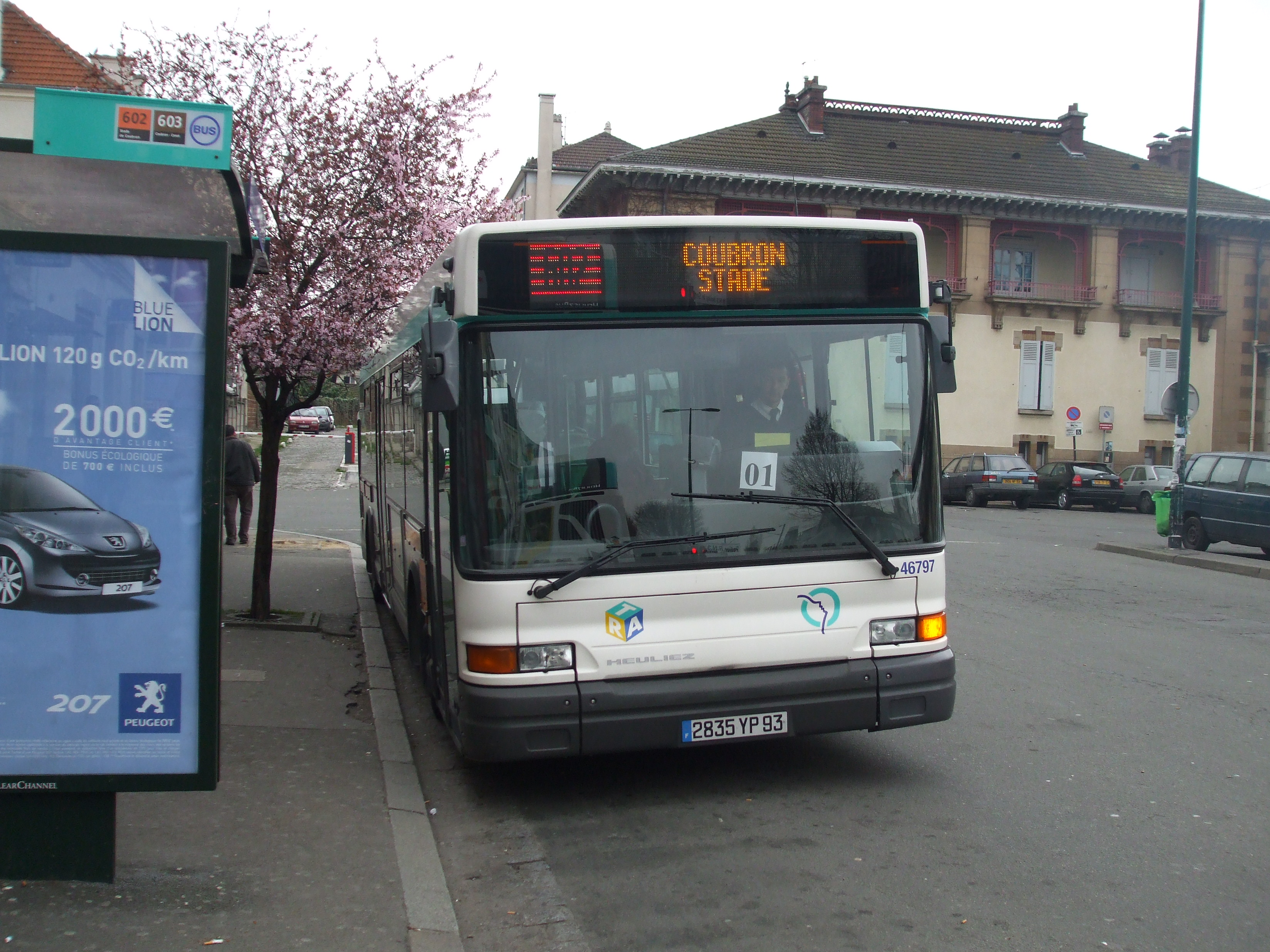
Un bus en livrée RATP-TRA de la ligne 602 en gare du Raincy, en avril 2008.

Les lignes 642a et 642b ont fusionné en une nouvelle ligne 642 reliant la gare du Vert Galant à celle de Villepinte. Elle fonctionne jusqu'à 0 h 30. Il y a dorénavant un bus toutes les demi-heures en soirée et le samedi et toutes les heures le dimanche.

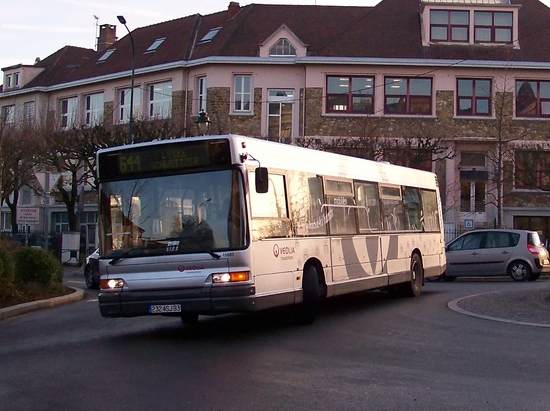
Un bus en livrée STIF-TRA de la ligne 644, en mars 2012.

Les services scolaires de la ligne 642a desservant le lycée Schweitzer au Raincy constituent désormais la ligne 644. C'est une nouvelle ligne semi-directe, à vocation scolaire, ne desservant que trois arrêts intermédiaires : Romain-Rolland, Sept-Îles et Rond-Point Thiers pour le lycée René-Cassin.
La ligne 642c est rebaptisée 643. Elle continue d'assurer la desserte du lycée Fénelon au départ de la gare de Chelles. Cependant, cette ligne sera supprimée le 3 septembre 2008.
Ces nouveaux tracés avaient préalablement fait l'objet d'une large concertation et d'âpres discussions entre les maires, le conseil général de Seine-Saint-Denis, la RATP et TRA. Les demandes des communes ont été satisfaites pour la plupart. Dix autobus supplémentaires ont été achetés, 33 conducteurs recrutés, pour la plupart originaires de Seine-Saint-Denis, pour les besoins de cette restructuration.

### Fin de l'association entre TRA et la RATP

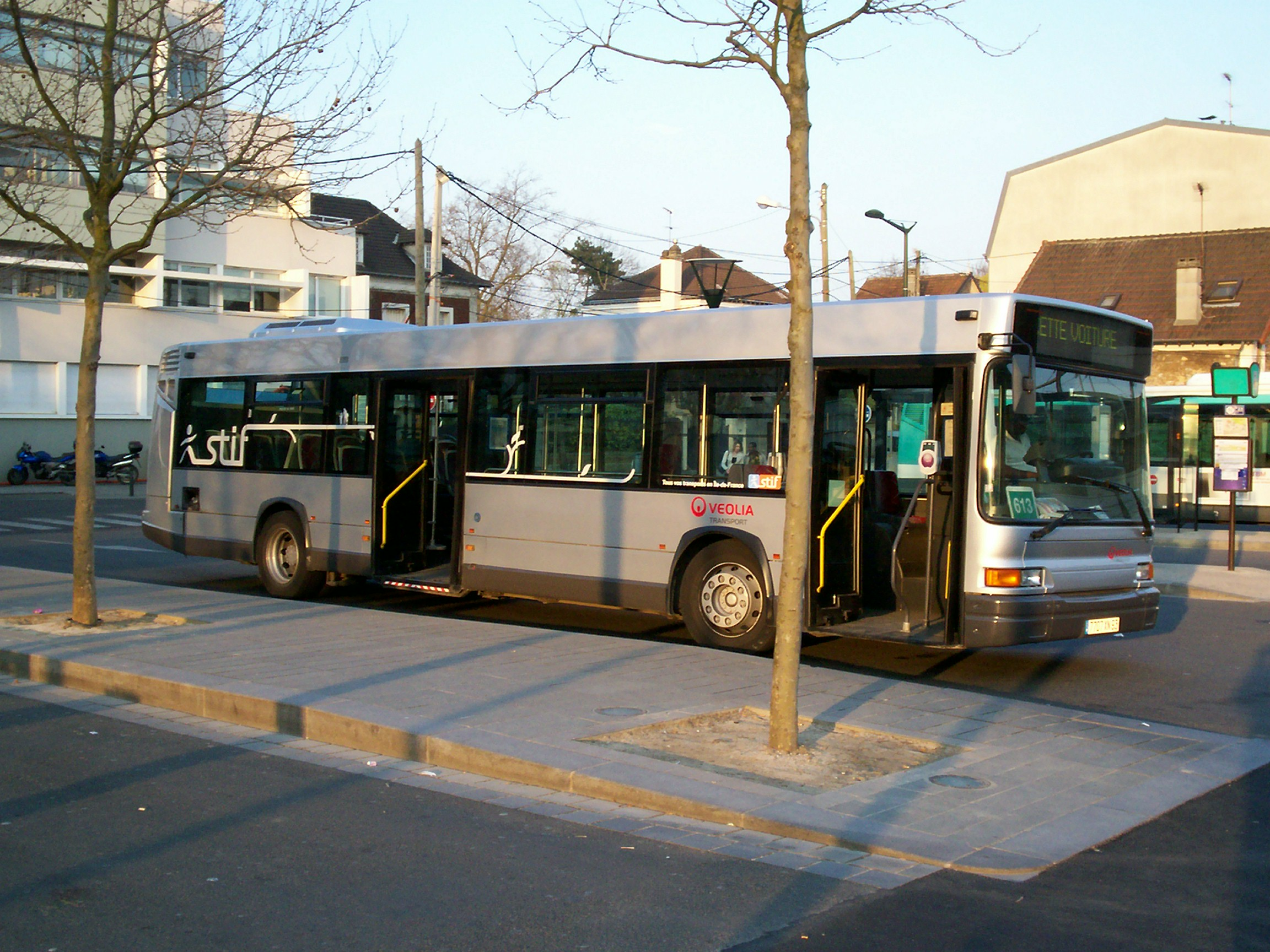
GX 317 de la ligne 613, arborant la nouvelle livrée STIF - Veolia Transport.

Le 31 décembre 2008 à minuit, la destinée commune des réseaux RATP et TRA a pris officiellement fin, après vingt-cinq années d’association et de partenariat.
Le 1er janvier 2009, le groupe Veolia Transport prit en charge la totalité des tâches de gestion et d’exploitation du réseau départemental de Seine-Saint-Denis. Ceci fut préalablement permis par le vote du conseil de l'ex-Syndicat des transports d’Île-de-France (STIF). À la demande de l’exploitant, la RATP assure encore de manière transitoire la maintenance des points d’arrêt, mais cela ne devait pas durer au-delà de l'année.
Ce changement se traduit par la diffusion et la publication des horaires par Veolia Transport et non plus par la RATP. De plus, désormais, le réseau étant entièrement Veolia Transport, les bus du réseau abandonnent progressivement la livrée vert jade RATP avec la bande colorée en bleu, vert, jaune et orange (qui représentait TRA), pour la livrée STIF gris argent avec une frise symbolisant la mobilité en Île-de-France (personnages) et le logo rouge de l'exploitant Veolia Transport. D'ici deux ans, 154 bus sur les 179 qui roulaient à ce moment devaient arborer ces couleurs. Les autres véhicules devaient être remplacés par des neufs aux nouvelles couleurs du réseau.

En attendant, les bus, qui n'ont pas encore subi ce changement de livrée, se sont vus débarrassés de l'autocollant RATP à l'avant du bus, ainsi que des bandeaux latéraux avec indices et dessertes, qui est propre au réseau RATP. La conséquence de cette dernière mesure est que les usagers voyant le bus de côté ne feront plus la différence entre une ligne et une autre à l'exception des lignes équipées de Heuliez GX 327 et GX 427 à affichage latéral et arrière à diode.

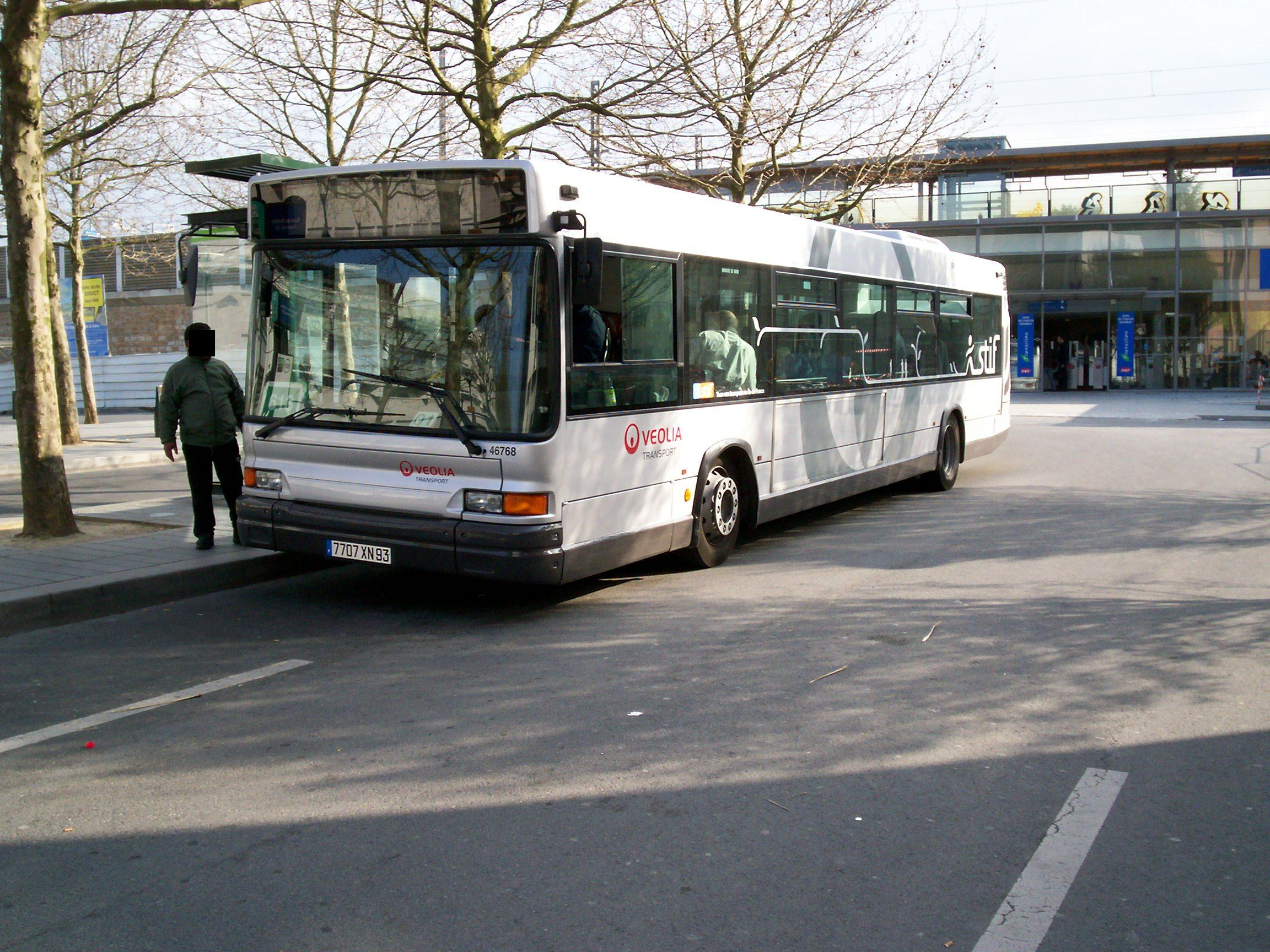
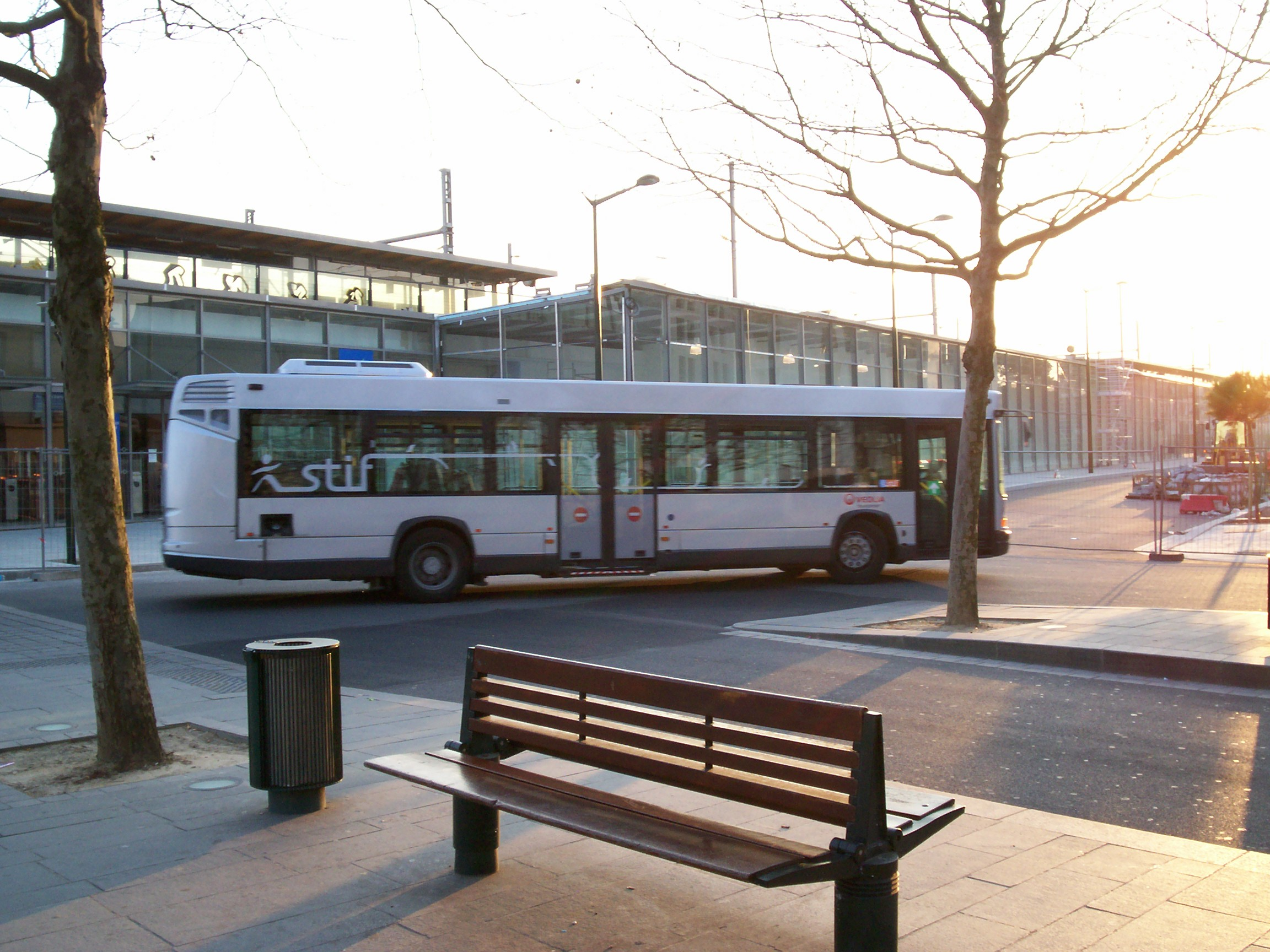
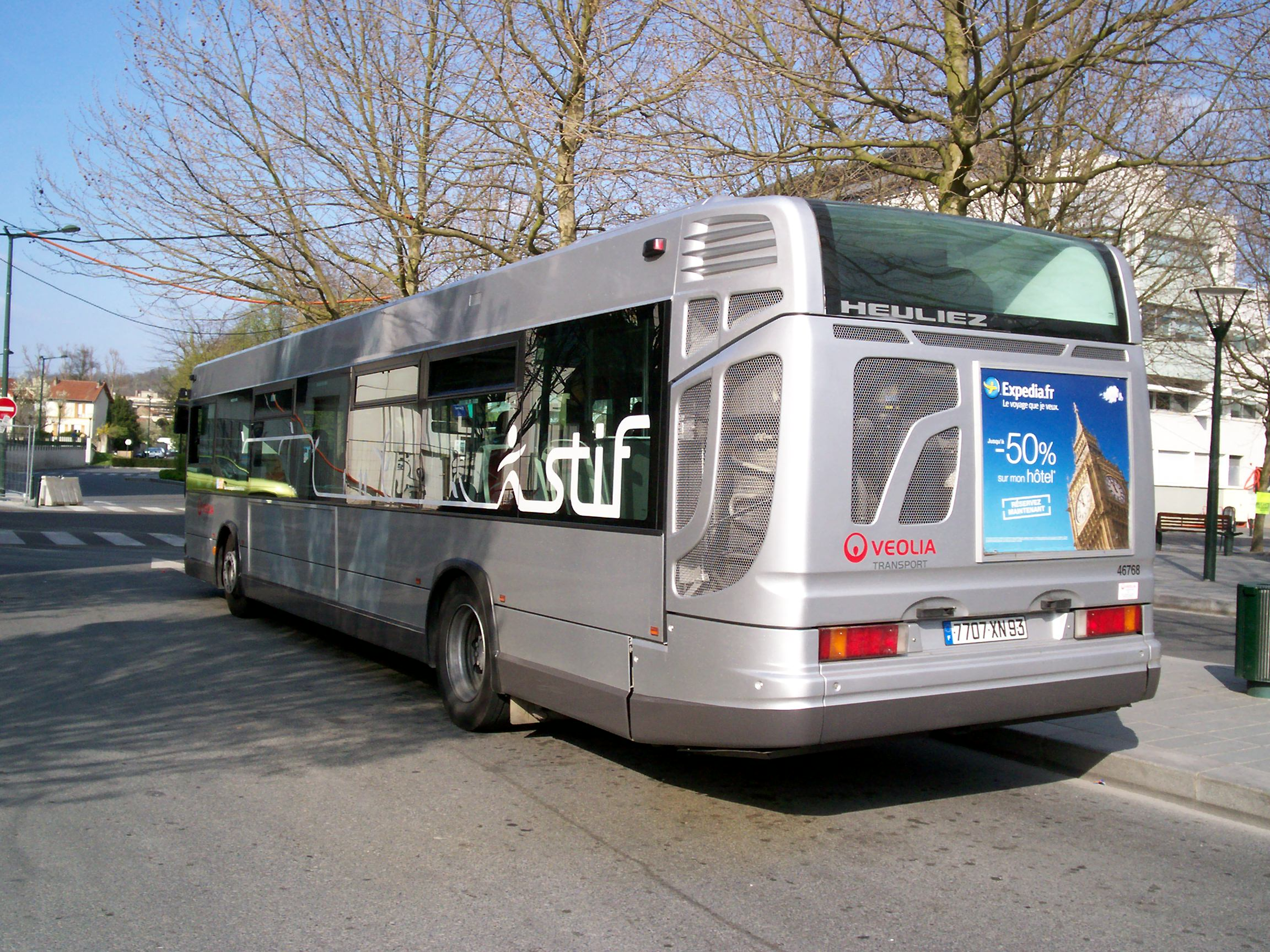

En termes de fréquentation, Veolia Transport prévoit d’augmenter la fréquentation du réseau de 6 % d’ici 2016 en créant « dix postes supplémentaires de conduite au 1er janvier 2009.
Jusqu'en 2009, chaque année, les lignes TRA étaient, d'après le conseil général de Seine-Saint-Denis, déficitaires. Ainsi jusqu'en 2007, le conseil général a compensé 6 millions d'euros de déficit, et un même déficit à équilibrer est prévu pour 2008. Mais depuis 2009, l’effort financier, qui se traduit par un investissement du département dans ce réseau en cotisant à l'ex-STIF comme le font tous les départements franciliens, conseils généraux et collectivités locales, est aussi pris en charge par ce dernier. Ainsi l'effort financier est désormais partagé. Des économies sont ainsi prévues, par une meilleure formation des chauffeurs, une diminution des coûts d’entretien, de consommation de carburant, de primes d’assurances…
Le 6 avril 2009, à la suite de ce changement de direction, la ligne 609a est renumérotée 609 et prolongée à la gare de Villepinte, et la ligne 609b est renumérotée 610 et prolongée à la gare de Sevran - Beaudottes.

### Fusion de Veolia-Transdev
Le 3 mars 2011, le groupe Veolia Transport, alors filiale de Veolia Environnement, fusionne avec Transdev pour donner naissance à « Veolia Transdev ».

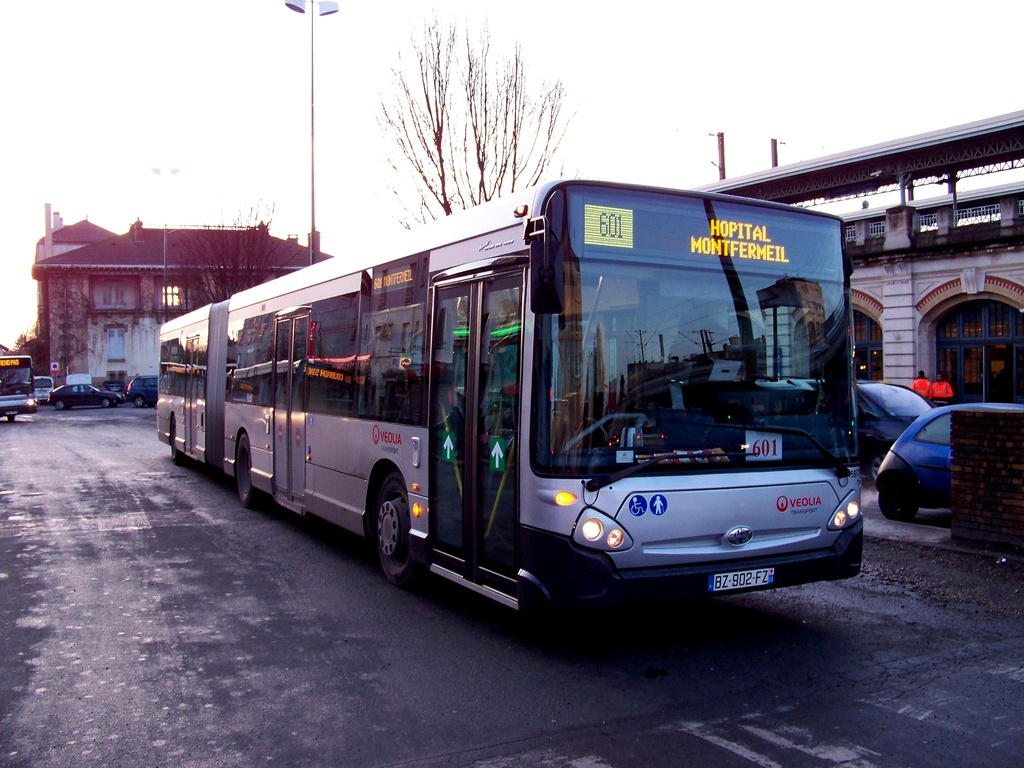
Un bus articulé de la ligne 601 en gare du Raincy, en janvier 2012.

Le 30 octobre 2011, à l'initiative de l'ex-STIF, le réseau s'est renforcé et a adapté fortement ses services pour répondre aux attentes de la population desservie :
La ligne 616 a été renforcée afin de mieux desservir l'Hôpital Jean-Verdier et d'améliorer l’offre au sud de la gare d'Aulnay-sous-Bois. Grâce à l'utilisation de deux bus standard supplémentaires, il y a désormais un bus tous les quarts d'heure en heure de pointe les jours de semaine et toutes les vingt minutes en heures creuses et le samedi.
La ligne 620 a été adaptée afin de désenclaver le centre du Blanc-Mesnil et de donner accès au métro 5, toute la journée. En effet, toutes les courses ont été prolongées vers Bobigny Pablo Picasso. Le métro est désormais accessible toute la journée et plus uniquement en heures de pointe, comme jusqu'alors. Enfin, les bus circulent désormais jusqu'à 22 h 30.

### Restructuration du réseau par Transdev
En mars 2013, deux ans après la fusion de Transdev et de Veolia Transport, l'entreprise adopte le nom de Transdev à la suite du désengagement de Veolia Environnement, détenteur de Veolia Transport.

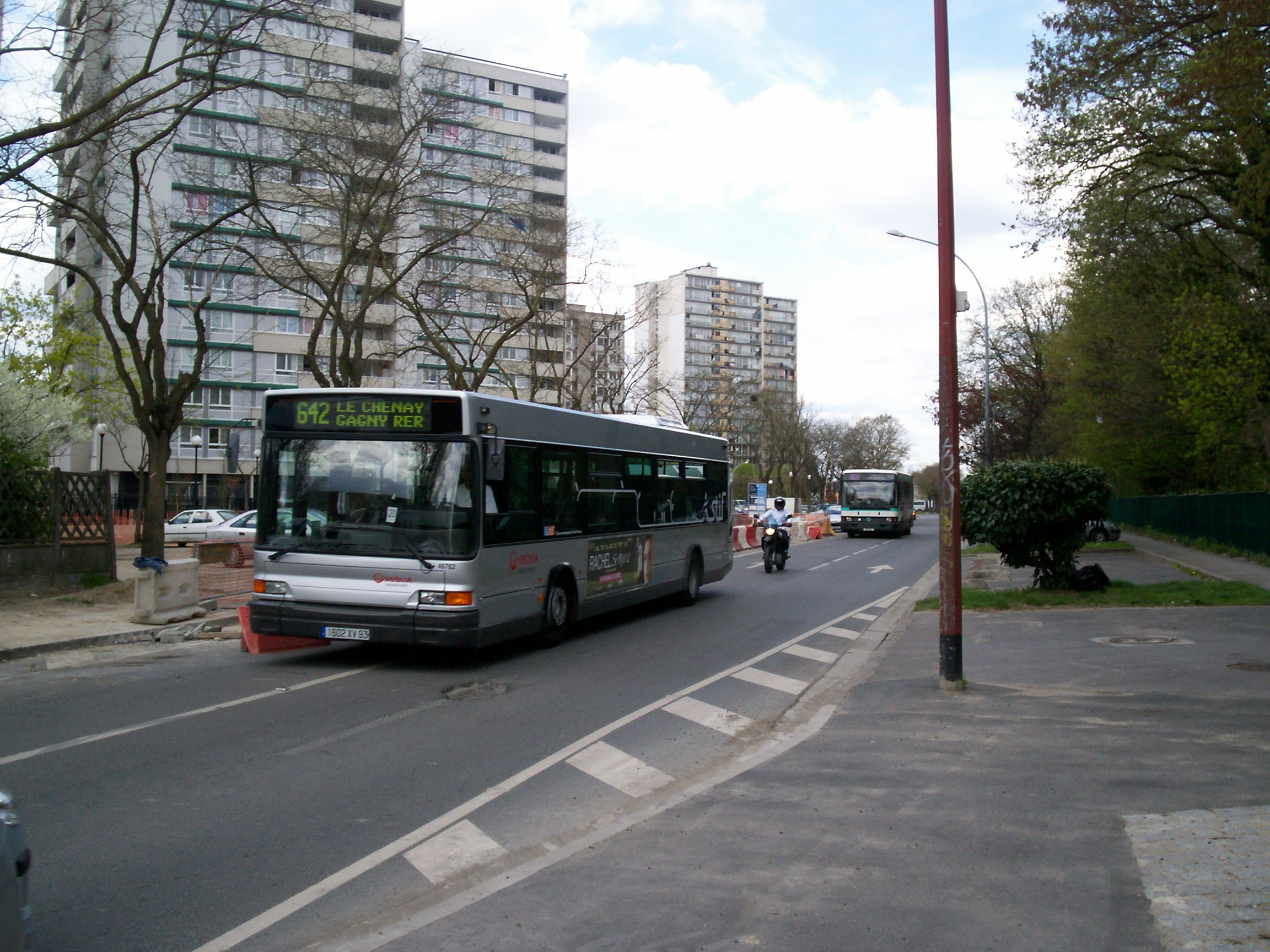
Un bus de la ligne 642 entre Clichy et Montfermeil, en avril 2009.

Le 2 septembre 2013, la mise en application de l'offre RER B Nord + a conduit l'ex-STIF à repenser et renforcer trois des trente-et-une lignes du réseau TRA en adaptant leur fréquence et leur amplitude horaire afin d'optimiser les correspondances,,.
La ligne 607 a été remaniée. Son itinéraire a été simplifiée, les lignes 607a (partiellement reprise par la ligne 642) et 607b (supprimée) ont été fusionnées en une nouvelle ligne 607 avec des fréquences (un bus toutes les douze minutes en heures de pointe, toutes les vingt minutes en heures creuses, toutes les demi-heures en soirée en semaine, toutes les 15 à 30 minutes le samedi, toutes les demi-heures le dimanche) et une amplitude horaire améliorée (fonctionnement de 5 h 30 à 0 h 30 du lundi au dimanche),.
La ligne 620 a été déviée dans Le Blanc-Mesnil afin de mieux desservir la commune. De plus, les fréquences ont été améliorées : désormais, il y a un bus toutes les douze minutes aux heures de pointe, toutes les vingt minutes aux heures creuses, en soirée en semaine et le samedi. Enfin, un service dominical a été créé avec la circulation d'un bus toutes les demi-heures,.
La ligne 642 a bénéficié d'une harmonisation ainsi que d'un renfort des fréquences entre les gares de Villepinte et du Vert-Galant. Désormais, il y a un bus toutes les douze minutes aux heures de pointe, toutes les vingt-quatre minutes aux heures creuses et toutes les demi-heures le samedi et le dimanche,.
Par ailleurs, la ligne 634, qui reliait le quartier de la Rose-des-Vents d'Aulnay-sous-Bois à la gare de Sevran - Beaudottes sous forme de service circulaire, est supprimée. Son itinéraire est repris par la ligne 44 de la société de transport Les Courriers de l'Île-de-France,.

### Evolution du réseau entre 2014 et 2017
Le 1er janvier 2014, les lignes 680, 683, 684 et 686 sont supprimées à la suite de la fermeture de l'Usine PSA d'Aulnay. Ces lignes n'ayant pour unique but la desserte de cette usine, elles devenaient de fait inutiles.
Le 1er septembre 2014, l'ex-STIF a restructuré deux et renforcé trois lignes du réseau.
Les lignes 614 et 616 ont fusionné en une nouvelle ligne 616 reliant la gare de Bondy au centre commercial O'Parinor, à Aulnay-sous-Bois. En effet, la ligne 616 a été prolongée depuis la gare routière sud d'Aulnay-sous-Bois au centre commercial O'Parinor via la zone industrielle des Mardelles en reprenant l'itinéraire de la ligne 614, alors supprimée. De plus, elle a subi une modification d'itinéraire à Aulnay-sous-Bois pour desservir le nouveau collège Simone-Veil dans les deux sens et son tracé est simplifié par la suppression de l'itinéraire spécifique du week-end à Aulnay. Enfin, cette nouvelle ligne a été profondément renforcée entre la gare d'Aulnay et O'Parinor avec suppression corrélative du terminus partiel « Les Mardelles ». La ligne 627 bénéficie depuis cette date d'un service partiel entre la gare d'Aulnay et O'Parinor le samedi entre 9 h 45 et 20 h 35, à raison d'un bus toutes les 45 minutes environ.
Le 31 août 2015, l'ex-STIF renforce deux lignes du réseau. La ligne 615 voit son amplitude horaire s'élargir avec un départ avancé à la gare d'Aulnay-sous-Bois. La ligne 618 est, quant à elle, simplifiée sur le territoire de Sevran et ses fréquences sont renforcées toute la semaine.
Le 2 novembre 2015, l'ex-STIF conduit une petite restructuration du réseau, celle-ci menant à la création d'une nouvelle ligne, accompagnée de divers renforts.
À la suite de l'augmentation importante de la fréquentation, la ligne 609 est renforcée du lundi au samedi. De plus, la section Drancy - Cité Gagarine ↔ La Courneuve - 8 mai 1945 est dissociée du reste de la ligne et reprise par la ligne 611, nouvellement crée afin d'améliorer la desserte et d'offrir une meilleure lisibilité de l'offre. En parallèle, les horaires de la ligne 610 sont ajustés.
Le 14 novembre 2016, à l'occasion de la mise en service du nouveau bus en site propre d'Île-de-France connu sous le nom de TCSP Barreau de Gonesse, les lignes 640 et 641 fusionnent en une nouvelle ligne 640, double-circulaire, avec un fonctionnement continu du lundi au vendredi et une simplification de la desserte de la zone d'activités Paris Nord 2.
Le 3 juillet 2017, deux lignes du réseau sont modifiées, accompagnant la mise en service de la ligne 11 du tramway d'Île-de-France.
La ligne 609 connaît un renfort conséquent du lundi au vendredi aux heures de pointe avec un bus toutes les huit minutes et aux heures creuses avec un bus toutes les douze minutes.
La ligne 610 est également renforcée en semaine et voit son parcours modifié. En effet, elle perd son tronc commun historique avec la ligne 609 avec le report de son terminus (initialement à la station La Courneuve - 8 mai 1945) à la nouvelle gare de Dugny - La Courneuve afin d'être en correspondance avec le nouveau tramway et dessert dorénavant le musée de l'Air et de l'Espace.
À la même date, la ligne 620 est prolongée jusqu'à la zone d'activités du Pont Yblon (depuis son terminus Le Blanc-Mesnil - Chemin Notre-Dame) afin de reprendre la desserte de cette même antenne de la ligne RATP 152, dont la suppression est prévue l'année suivante, en septembre 2018.

### Modifications sur l'année 2018
À compter du 22 janvier 2018, la ligne 642 est scindée en deux : au nord, elle est limitée entre les gares de Villepinte et du Vert-Galant tandis qu'au sud, une nouvelle ligne 643 est créée et reprend son itinéraire entre les gares du Vert-Galant et du Chénay-Gagny. Cette réorganisation est destinée à répondre aux difficultés d'exploitation liées aux travaux à Coubron, sur la route du bois de Bernouille, et à améliorer la régularité en exploitant des lignes moins longues.
À compter du 16 juillet 2018, la 617 dessert la zone d'activité Segro Logistics Park, implantée sur une partie du site de l'ancienne usine PSA d'Aulnay depuis avril 2018, sous la forme d'une navette au départ de la gare de Villepinte.
Le 3 septembre 2018, Île-de-France Mobilités décide et co-fiance le prolongement de deux lignes du réseau.
La ligne 616 voit alors toutes ses courses prolongées jusqu'au centre commercial O'Parinor, abandonnant ainsi les services partiels limités à l'arrêt Blaise Pascal.
La ligne 609 est, quant à elle, prolongée jusqu'à la station de métro Fort d'Aubervilliers le dimanche uniquement et ne dessert la station La Courneuve - 8 mai 1945 qu'à partir de 15 h 50 ce jour en raison du marché s'établissant aux abords de la place du 8-mai-1945, rendant difficile l'exploitation de la ligne à ce niveau.

### Ouverture à la concurrence

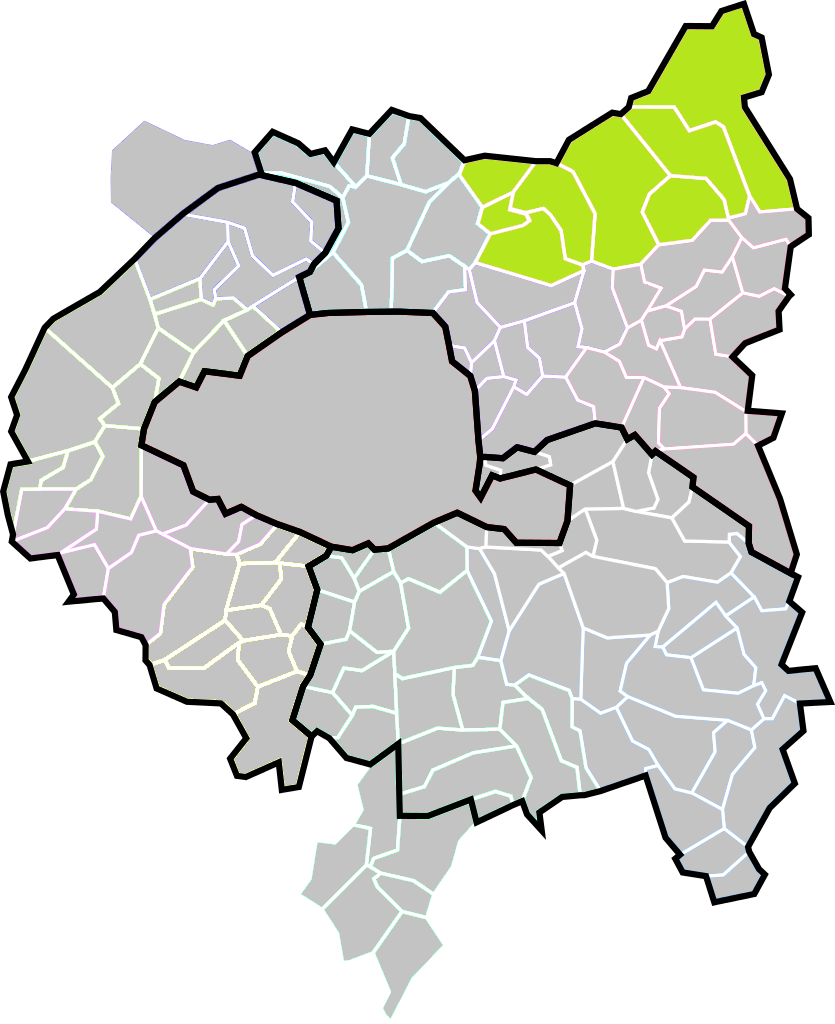
Territoire de l'établissement public territorial desservant le réseau de bus Terres d'Envol.

En raison de l'ouverture à la concurrence des transports en commun en Île-de-France, le réseau de bus Terres d'Envol est créé le 1er janvier 2023, correspondant à la délégation de service public numéro 07 établie par Île-de-France Mobilités. Un appel d'offres a donc été lancé par l'autorité organisatrice afin de désigner une entreprise qui exploitera le réseau pour une durée de cinq ans. C'est finalement Transdev, via sa filiale Transdev Nord Seine-Saint-Denis, qui a été désigné lors du conseil d'administration du 12 juillet 2022.
À la date de son ouverture à la concurrence, le réseau se composait des lignes 01, 15, 39, 40, 43, 44, 45, T'bus 1, T'bus 2, T'bus 3 et 349 (en pool avec la RATP) des Courriers de l'Île-de-France exploité par Keolis CIF, des lignes 607, 609, 610, 611, 615, 616, 617, 618, 619, 620, 627, 637, 640 et 642 du réseau de bus de Seine-Saint-Denis, et des lignes 702 et 703 des Autobus du Fort tous deux exploités par Transdev TRA.
Le 17 juillet 2023, le réseau est réorganisé en passant de 27 à 21 lignes avec la refonte des lignes 15, 39, 43, 45, 607, 609, 615, 616, 617, 642 et T'bus 1 à 3 et la suppression des lignes 40, 44, 349, 611, 627 et 640,,. Le 20 novembre 2023, la ligne 612 est créée à son tour.

## Lignes du réseau

### Lignes 1 à 9
| Ligne | Caractéristiques | Caractéristiques                                       | Caractéristiques                                       | Caractéristiques                                       | Caractéristiques                                       | Caractéristiques                                       | Caractéristiques                                       | Caractéristiques                                       | Caractéristiques                                       |
| 01    | Le Blanc-Mesnil RER ⥋ Villeparisis - Mitry-le-Neuf RER | Le Blanc-Mesnil RER ⥋ Villeparisis - Mitry-le-Neuf RER | Le Blanc-Mesnil RER ⥋ Villeparisis - Mitry-le-Neuf RER | Le Blanc-Mesnil RER ⥋ Villeparisis - Mitry-le-Neuf RER | Le Blanc-Mesnil RER ⥋ Villeparisis - Mitry-le-Neuf RER | Le Blanc-Mesnil RER ⥋ Villeparisis - Mitry-le-Neuf RER | Le Blanc-Mesnil RER ⥋ Villeparisis - Mitry-le-Neuf RER | Le Blanc-Mesnil RER ⥋ Villeparisis - Mitry-le-Neuf RER | Le Blanc-Mesnil RER ⥋ Villeparisis - Mitry-le-Neuf RER |
| ----- | --- | ------------------------------------------------------ | ------------------------------------------------------ | ------------------------------------------------------ | ------------------------------------------------------ | ------------------------------------------------------ | ------------------------------------------------------ | ------------------------------------------------------ | ------------------------------------------------------ |
| 01    | Ouverture / Fermeture — / — | Longueur 15,85 km                                      | Durée 60 min                                           | Nb. d’arrêts 44                                        | Matériel Urbanway 12 GNV                               | Jours de fonctionnement L, Ma, Me, J, V, S, D          | Jour / Soir / Nuit / Fêtes O / O / N / O               | Voy. / an —                                            | Dépôt Villepinte                                       |
| 01    | Desserte : - Villes et lieux desservis : Le Blanc-Mesnil, Aulnay-sous-Bois, Sevran, Villepinte, Tremblay-en-France et Mitry-Mory - Gares desservies : Le Blanc-Mesnil, Sevran - Beaudottes et Villeparisis - Mitry-le-Neuf |                                                        |                                                        |                                                        |                                                        |                                                        |                                                        |                                                        |                                                        |
| 01    | Autre : - Zones traversées : 3 à 5 - Arrêts non accessibles aux UFR : — - Date de dernière mise à jour : 17 juillet 2023.                                                                                                  |                                                        |                                                        |                                                        |                                                        |                                                        |                                                        |                                                        |                                                        |
| 01    | Dernière actualisation : — |                                                        |                                                        |                                                        |                                                        |                                                        |                                                        |                                                        |                                                        |

### Lignes 10 à 19
| Ligne | Caractéristiques | Caractéristiques                              | Caractéristiques                              | Caractéristiques                              | Caractéristiques                                                      | Caractéristiques                              | Caractéristiques                              | Caractéristiques                              | Caractéristiques                              |
| 15    | Gare d'Aulnay-sous-Bois ⥋ Gare du Vert-Galant | Gare d'Aulnay-sous-Bois ⥋ Gare du Vert-Galant | Gare d'Aulnay-sous-Bois ⥋ Gare du Vert-Galant | Gare d'Aulnay-sous-Bois ⥋ Gare du Vert-Galant | Gare d'Aulnay-sous-Bois ⥋ Gare du Vert-Galant                         | Gare d'Aulnay-sous-Bois ⥋ Gare du Vert-Galant | Gare d'Aulnay-sous-Bois ⥋ Gare du Vert-Galant | Gare d'Aulnay-sous-Bois ⥋ Gare du Vert-Galant | Gare d'Aulnay-sous-Bois ⥋ Gare du Vert-Galant |
| ----- | --- | --------------------------------------------- | --------------------------------------------- | --------------------------------------------- | --------------------------------------------------------------------- | --------------------------------------------- | --------------------------------------------- | --------------------------------------------- | --------------------------------------------- |
| 15    | Ouverture / Fermeture — / — | Longueur —                                    | Durée —                                       | Nb. d’arrêts 28                               | Matériel Citaro G C2 Citaro G Facelift Urbanway 18 GNV GX 437 Hybride | Jours de fonctionnement L, Ma, Me, J, V, S, D | Jour / Soir / Nuit / Fêtes O / O / N / O      | Voy. / an —                                   | Dépôt Tremblay-en-France                      |
| 15    | Desserte : - Villes et lieux desservis : Aulnay-sous-Bois (stade et gymnase du Moulin Neuf, ancien cimetière, gymnase Ormeteau, lycée Voillaume, nouveau cimetière, gymnase Ambourget), Sevran (zone d'aménagement concertée Sevran-Beaudottes, centre commercial Beau Sevran), Villepinte (centre hospitalier intercommunal Robert-Ballanger, zone d'aménagement concerté de la Pépinière, lycée Georges-Brassens, centre administratif, gymnase Victor-Hugo, police municipale, lycée Jean-Rostand, collège Les Mousseaux, parc des sports Schwendi-Schönebürg, collège Françoise-Dolto, parc Victor-Schoelcher, zone d'activité des Merisiers, collège Camille-Claudel) et Tremblay-en-France - Station et gares desservies : Aulnay-sous-Bois, Sevran - Beaudottes et Vert-Galant. |                                               |                                               |                                               |                                                                       |                                               |                                               |                                               |                                               |
| 15    | Autre : - Zone traversée : 4 - Arrêts non accessibles aux UFR : Gare d'Aulnay-sous-Bois, Pavé, Hôpital Ballanger et Clos Montceleux (vers Aulnay-sous-Bois). - Amplitudes horaires : La ligne fonctionne du lundi au vendredi de 4 h 25 à 1 h 50, le samedi de 5 h 15 à 1 h 50 et les dimanches et fêtes de 6 h 50 à 0 h 55. - Date de dernière mise à jour : 22 mai 2023. |                                               |                                               |                                               |                                                                       |                                               |                                               |                                               |                                               |
| 15    | Dernière actualisation : — |                                               |                                               |                                               |                                                                       |                                               |                                               |                                               |                                               |

### Lignes 30 à 39
| Ligne | Caractéristiques | Caractéristiques                                   | Caractéristiques                                   | Caractéristiques                                   | Caractéristiques                                   | Caractéristiques                                   | Caractéristiques                                   | Caractéristiques                                   | Caractéristiques                                   |
| 39    | Aéroport Charles-de-Gaulle 1 RER ⥋ Vert-Galant RER | Aéroport Charles-de-Gaulle 1 RER ⥋ Vert-Galant RER | Aéroport Charles-de-Gaulle 1 RER ⥋ Vert-Galant RER | Aéroport Charles-de-Gaulle 1 RER ⥋ Vert-Galant RER | Aéroport Charles-de-Gaulle 1 RER ⥋ Vert-Galant RER | Aéroport Charles-de-Gaulle 1 RER ⥋ Vert-Galant RER | Aéroport Charles-de-Gaulle 1 RER ⥋ Vert-Galant RER | Aéroport Charles-de-Gaulle 1 RER ⥋ Vert-Galant RER | Aéroport Charles-de-Gaulle 1 RER ⥋ Vert-Galant RER |
| ----- | --- | -------------------------------------------------- | -------------------------------------------------- | -------------------------------------------------- | -------------------------------------------------- | -------------------------------------------------- | -------------------------------------------------- | -------------------------------------------------- | -------------------------------------------------- |
| 39    | Ouverture / Fermeture 14 novembre 1996 / — | Longueur 26,65 km                                  | Durée 10-55 min                                    | Nb. d’arrêts 45                                    | Matériel Citaro C2 Citaro Facelift GX 337 Hybride  | Jours de fonctionnement L, Ma, Me, J, V, S, D      | Jour / Soir / Nuit / Fêtes O / O / N / O           | Voy. / an —                                        | Dépôt Tremblay-en-France                           |
| 39    | Desserte : - Villes et lieux desservis : Tremblay-en-France, Roissy-en-France et Villepinte - Gares desservies : Aéroport Charles-de-Gaulle 1, Parc des Expositions et Le Vert-Galant                                                            |                                                    |                                                    |                                                    |                                                    |                                                    |                                                    |                                                    |                                                    |
| 39    | Autre : - Zones traversées : 4 et 5 - Arrêts non accessibles aux UFR : — - Amplitudes horaires : La ligne fonctionne du lundi au vendredi de 5 h à 23 h 30 et le week-end de 5 h 55 à 23 h 20. - Date de dernière mise à jour : 17 juillet 2023. |                                                    |                                                    |                                                    |                                                    |                                                    |                                                    |                                                    |                                                    |
| 39    | Dernière actualisation : — |                                                    |                                                    |                                                    |                                                    |                                                    |                                                    |                                                    |                                                    |

### Lignes de 40 à 49
| Ligne | Caractéristiques | Caractéristiques                                        | Caractéristiques                                        | Caractéristiques                                        | Caractéristiques                                        | Caractéristiques                                        | Caractéristiques                                        | Caractéristiques                                        | Caractéristiques                                        |
| 43    | Aéroport Charles-de-Gaulle 1 RER ⥋ Aulnay-sous-Bois RER | Aéroport Charles-de-Gaulle 1 RER ⥋ Aulnay-sous-Bois RER | Aéroport Charles-de-Gaulle 1 RER ⥋ Aulnay-sous-Bois RER | Aéroport Charles-de-Gaulle 1 RER ⥋ Aulnay-sous-Bois RER | Aéroport Charles-de-Gaulle 1 RER ⥋ Aulnay-sous-Bois RER | Aéroport Charles-de-Gaulle 1 RER ⥋ Aulnay-sous-Bois RER | Aéroport Charles-de-Gaulle 1 RER ⥋ Aulnay-sous-Bois RER | Aéroport Charles-de-Gaulle 1 RER ⥋ Aulnay-sous-Bois RER | Aéroport Charles-de-Gaulle 1 RER ⥋ Aulnay-sous-Bois RER |
| ----- | --- | ------------------------------------------------------- | ------------------------------------------------------- | ------------------------------------------------------- | ------------------------------------------------------- | ------------------------------------------------------- | ------------------------------------------------------- | ------------------------------------------------------- | ------------------------------------------------------- |
| 43    | Ouverture / Fermeture 22 décembre 1997 / — | Longueur —                                              | Durée 58 min                                            | Nb. d’arrêts 40                                         | Matériel Citaro C2 Citaro Facelift GX 337 Hybride       | Jours de fonctionnement L, Ma, Me, J, V, S, D           | Jour / Soir / Nuit / Fêtes O / O / N / O                | Voy. / an —                                             | Dépôt Tremblay-en-France                                |
| 43    | Desserte : - Villes et lieux desservis : Tremblay-en-France, Villepinte et Aulnay-sous-Bois. - Gares desservies : Aéroport Charles-de-Gaulle 1 et Aulnay-sous-Bois. |                                                         |                                                         |                                                         |                                                         |                                                         |                                                         |                                                         |                                                         |
| 43    | Autre : - Zones traversées : 4 et 5 - Arrêts non accessibles aux UFR : — - Amplitudes horaires : La ligne fonctionne du lundi au vendredi de 4 h 20 à 23 h 20 et le week-end de 7 h à 23 h 40. - Particularités : Le service à la demande Filéo reprend l'itinéraire de la ligne tous les jours sans interruption pour rejoindre à toute heure la zone aéroportuaire. - Date de dernière mise à jour : 17 juillet 2023.                                                                                                  |                                                         |                                                         |                                                         |                                                         |                                                         |                                                         |                                                         |                                                         |
| 43    | Dernière actualisation : — |                                                         |                                                         |                                                         |                                                         |                                                         |                                                         |                                                         |                                                         |
| 45    | Le Blanc-Mesnil RER ⥋ Vert-Galant RER | Le Blanc-Mesnil RER ⥋ Vert-Galant RER                   | Le Blanc-Mesnil RER ⥋ Vert-Galant RER                   | Le Blanc-Mesnil RER ⥋ Vert-Galant RER                   | Le Blanc-Mesnil RER ⥋ Vert-Galant RER                   | Le Blanc-Mesnil RER ⥋ Vert-Galant RER                   | Le Blanc-Mesnil RER ⥋ Vert-Galant RER                   | Le Blanc-Mesnil RER ⥋ Vert-Galant RER                   | Le Blanc-Mesnil RER ⥋ Vert-Galant RER                   |
| 45    | Ouverture / Fermeture — / — | Longueur 14,7 ou 15,8 km                                | Durée 50-55 min                                         | Nb. d’arrêts 41                                         | Matériel Citaro C2 Citaro Facelift GX 327               | Jours de fonctionnement L, Ma, Me, J, V, S, D           | Jour / Soir / Nuit / Fêtes O / N / N / O                | Voy. / an —                                             | Dépôt Tremblay-en-France                                |
| 45    | Desserte : - Villes et lieux desservis : Le Blanc-Mesnil (Collège Aimé et Eugénie Cotton, Garonor), Aulnay-sous-Bois (Centre commercial O'Parinor, lycée Voillaume, marché de la Rose des Vents, parc départemental du Sausset, parc Robert-Ballanger), Sevran et Villepinte (Hôpital Robert-Ballanger) - Gares desservies : Le Blanc-Mesnil, Sevran - Beaudottes et Vert-Galant |                                                         |                                                         |                                                         |                                                         |                                                         |                                                         |                                                         |                                                         |
| 45    | Autre : - Zone traversée : 4 - Arrêts non accessibles aux UFR : — - Amplitudes horaires : La ligne fonctionne du lundi au vendredi de 5 h 40 à 22 h 55 et le week-end et jours fériés de 6 h 20 à 22 h 30. - Particularités : Il existe de nombreux services partiels du lundi au vendredi entre les gares du Blanc-Mesnil et celle de Sevran - Beaudottes. Les arrêts de Rond-Point Pablo Néruda à Garonor (entrée 4) sont desservis uniquement du lundi au vendredi. - Date de dernière mise à jour : 18 février 2023. |                                                         |                                                         |                                                         |                                                         |                                                         |                                                         |                                                         |                                                         |
| 45    | Dernière actualisation : — |                                                         |                                                         |                                                         |                                                         |                                                         |                                                         |                                                         |                                                         |

### Lignes 600 à 609
| Ligne | Caractéristiques | Caractéristiques                                                                  | Caractéristiques                                                                  | Caractéristiques                                                                  | Caractéristiques                                                                  | Caractéristiques                                                                  | Caractéristiques                                                                  | Caractéristiques                                                                  | Caractéristiques                                                                  |
| 607   | La Courneuve - 8 Mai 1945 ⥋ Hôpital Ballanger | La Courneuve - 8 Mai 1945 ⥋ Hôpital Ballanger                                     | La Courneuve - 8 Mai 1945 ⥋ Hôpital Ballanger                                     | La Courneuve - 8 Mai 1945 ⥋ Hôpital Ballanger                                     | La Courneuve - 8 Mai 1945 ⥋ Hôpital Ballanger                                     | La Courneuve - 8 Mai 1945 ⥋ Hôpital Ballanger                                     | La Courneuve - 8 Mai 1945 ⥋ Hôpital Ballanger                                     | La Courneuve - 8 Mai 1945 ⥋ Hôpital Ballanger                                     | La Courneuve - 8 Mai 1945 ⥋ Hôpital Ballanger                                     |
| ----- | --- | --------------------------------------------------------------------------------- | --------------------------------------------------------------------------------- | --------------------------------------------------------------------------------- | --------------------------------------------------------------------------------- | --------------------------------------------------------------------------------- | --------------------------------------------------------------------------------- | --------------------------------------------------------------------------------- | --------------------------------------------------------------------------------- |
| 607   | Ouverture / Fermeture — / — | Longueur 18,10 km                                                                 | Durée 15-65 min                                                                   | Nb. d’arrêts 41                                                                   | Matériel Urbanway 12 GNV                                                          | Jours de fonctionnement L, Ma, Me, J, V, S, D                                     | Jour / Soir / Nuit / Fêtes O / O / N / O                                          | Voy. / an —                                                                       | Dépôt Villepinte                                                                  |
| 607   | Desserte : - Villes et lieux desservis : La Courneuve (place du 8-Mai-1945), Le Bourget (église Saint-Nicolas, mairie), Le Blanc-Mesnil (centre commercial Plein Air, hôtel de ville), Aulnay-sous-Bois (lycée Jean-Zay), Sevran (hôpital intercommunal Robert-Ballanger) et Villepinte - Station et gares desservies : La Courneuve - 8 Mai 1945, Le Bourget (depuis l'arrêt Jean Jaurès / Division Leclerc), Le Blanc-Mesnil et Sevran - Beaudottes |                                                                                   |                                                                                   |                                                                                   |                                                                                   |                                                                                   |                                                                                   |                                                                                   |                                                                                   |
| 607   | Autre : - Zones traversées : 3 et 4 - Arrêt non accessible aux UFR : - - Amplitudes horaires : La ligne fonctionne du lundi au vendredi de 5 h 5 à 2 h 5, le samedi à partir de 5 h 10 et le dimanche de 5 h 5 à 1 h 45. - Restructuration liée à RER B Nord + : Le 2 septembre 2013, les lignes 607a (partiellement reprise par la ligne 642) et 607b (supprimée) fusionnent en une nouvelle ligne 607 avec des fréquences et des horaires renforcés. - Date de dernière mise à jour : 6 décembre 2023. |                                                                                   |                                                                                   |                                                                                   |                                                                                   |                                                                                   |                                                                                   |                                                                                   |                                                                                   |
| 607   | Dernière actualisation : — |                                                                                   |                                                                                   |                                                                                   |                                                                                   |                                                                                   |                                                                                   |                                                                                   |                                                                                   |
| 609   | La Courneuve - 8 Mai 1945 (Fort d'Auberviliiers le dimanche) ⥋ Gare de Villepinte | La Courneuve - 8 Mai 1945 (Fort d'Auberviliiers le dimanche) ⥋ Gare de Villepinte | La Courneuve - 8 Mai 1945 (Fort d'Auberviliiers le dimanche) ⥋ Gare de Villepinte | La Courneuve - 8 Mai 1945 (Fort d'Auberviliiers le dimanche) ⥋ Gare de Villepinte | La Courneuve - 8 Mai 1945 (Fort d'Auberviliiers le dimanche) ⥋ Gare de Villepinte | La Courneuve - 8 Mai 1945 (Fort d'Auberviliiers le dimanche) ⥋ Gare de Villepinte | La Courneuve - 8 Mai 1945 (Fort d'Auberviliiers le dimanche) ⥋ Gare de Villepinte | La Courneuve - 8 Mai 1945 (Fort d'Auberviliiers le dimanche) ⥋ Gare de Villepinte | La Courneuve - 8 Mai 1945 (Fort d'Auberviliiers le dimanche) ⥋ Gare de Villepinte |
| 609   | Ouverture / Fermeture — / — | Longueur environ 11,5 km                                                          | Durée 40-45 min                                                                   | Nb. d’arrêts 28                                                                   | Matériel Urbanway 12 GNV                                                          | Jours de fonctionnement L, Ma, Me, J, V, S, D                                     | Jour / Soir / Nuit / Fêtes O / O / N / O                                          | Voy. / an —                                                                       | Dépôt Villepinte                                                                  |
| 609   | Desserte : - Villes et lieux desservis : Aubervilliers (fort d'Aubervilliers), La Courneuve (place du 8-Mai-1945), Le Bourget (église Saint-Nicolas, mairie), Le Blanc-Mesnil (centre commercial Plein Air, collège Jacqueline-de-Romilly, lycée professionnel Aristide-Briand, collège Nelson-Mandela, lycée Mozart), Aulnay-sous-Bois (centre commercial O'Parinor, collège Victor-Hugo) et Villepinte (parc départemental du Sausset) - Stations et gares desservies : Fort d'Aubervilliers, La Courneuve - 8 Mai 1945, Le Bourget (depuis l'arrêt Jean Jaurès / Division Leclerc) et Villepinte |                                                                                   |                                                                                   |                                                                                   |                                                                                   |                                                                                   |                                                                                   |                                                                                   |                                                                                   |
| 609   | Autre : - Zones traversées : 3 et 4 - Arrêt non accessible aux UFR : Fort d'Aubervilliers, Maurice Audin, La Brise. - Amplitudes horaires : La ligne fonctionne du lundi au vendredi de 4 h 40 à 1 h 50 environ, le samedi à partir de 4 h 40 et le dimanche de 6 h 10 à 1 h 50 environ. - Le dimanche, la ligne est prolongée directement jusqu'à Fort d'Aubervilliers, sans desserte de 8 Mai 1945 jusqu'à 15 h 40 pour cause de marché. - Histoire : Jusqu'en juillet 2017 et le changement d'itinéraire de la ligne 610, la ligne 609 faisait doublon avec elle (à l'exception de la traversée des Tilleuls) entre La Courneuve - 8 Mai 1945 et l'arrêt Rond Point Pablo Neruda. - Particularités : La ligne bénéficie d'une fréquence renforcée dans le cadre du label Mobilien. - Date de dernière mise à jour : 6 décembre 2023. |                                                                                   |                                                                                   |                                                                                   |                                                                                   |                                                                                   |                                                                                   |                                                                                   |                                                                                   |
| 609   | Dernière actualisation : — |                                                                                   |                                                                                   |                                                                                   |                                                                                   |                                                                                   |                                                                                   |                                                                                   |                                                                                   |

### Lignes 610 à 619
| Ligne | Caractéristiques | Caractéristiques                                                          | Caractéristiques                                                          | Caractéristiques                                                          | Caractéristiques                                                          | Caractéristiques                                                          | Caractéristiques                                                          | Caractéristiques                                                          | Caractéristiques                                                          |
| 610   | Gare de Dugny - La Courneuve ⥋ Gare de Sevran - Beaudottes | Gare de Dugny - La Courneuve ⥋ Gare de Sevran - Beaudottes                | Gare de Dugny - La Courneuve ⥋ Gare de Sevran - Beaudottes                | Gare de Dugny - La Courneuve ⥋ Gare de Sevran - Beaudottes                | Gare de Dugny - La Courneuve ⥋ Gare de Sevran - Beaudottes                | Gare de Dugny - La Courneuve ⥋ Gare de Sevran - Beaudottes                | Gare de Dugny - La Courneuve ⥋ Gare de Sevran - Beaudottes                | Gare de Dugny - La Courneuve ⥋ Gare de Sevran - Beaudottes                | Gare de Dugny - La Courneuve ⥋ Gare de Sevran - Beaudottes                |
| ----- | --- | ------------------------------------------------------------------------- | ------------------------------------------------------------------------- | ------------------------------------------------------------------------- | ------------------------------------------------------------------------- | ------------------------------------------------------------------------- | ------------------------------------------------------------------------- | ------------------------------------------------------------------------- | ------------------------------------------------------------------------- |
| 610   | Ouverture / Fermeture 6 avril 2009 / — | Longueur 11,15 km                                                         | Durée 35-45 min                                                           | Nb. d’arrêts —                                                            | Matériel Citaro C2 Citaro Facelift                                        | Jours de fonctionnement L, Ma, Me, J, V, S, D                             | Jour / Soir / Nuit / Fêtes O / O / N / O                                  | Voy. / an —                                                               | Dépôt Villepinte                                                          |
| 610   | Desserte : - Villes et lieux desservis : Dugny, La Courneuve, Le Bourget (aéroport de Paris-Le Bourget, musée de l'Air et de l'Espace, parc des expositions), Le Blanc-Mesnil (collège Descartes, ensemble des Tilleuls), Aulnay-sous-Bois (espace Descartes - centre d'affaires Paris-Nord, zone industrielle du Coudray, Piscine, quartier des Étangs, collège Debussy, quartier des Mille-Mille), Sevran (collège Évariste-Galois, centre commercial Beau Sevran) - Stations et gares desservies : Gare de Dugny - La Courneuve, Gare de Sevran - Beaudottes |                                                                           |                                                                           |                                                                           |                                                                           |                                                                           |                                                                           |                                                                           |                                                                           |
| 610   | Autre : - Zones traversées : 3 à 4 - Arrêts non accessibles aux UFR : La Comète, Juste Heras, Maurice Audin, Armand Esders, 11 14 Avenue Einstein, Isaac Newton, Collège Aimé et Eugénie Cotton, Gare de Sevran Beaudottes. - Amplitudes horaires : La ligne fonctionne de 4 h 50 à 1 h 30 du lundi au vendredi, le samedi à partir de 5 h 20 et le dimanche à partir de 5 h 55. - Date de dernière mise à jour : 23 octobre 2023. |                                                                           |                                                                           |                                                                           |                                                                           |                                                                           |                                                                           |                                                                           |                                                                           |
| 610   | Dernière actualisation : — |                                                                           |                                                                           |                                                                           |                                                                           |                                                                           |                                                                           |                                                                           |                                                                           |
| 612   | Gare d'Aulnay-sous-Bois ⥋ Gare de Sevran - Livry | Gare d'Aulnay-sous-Bois ⥋ Gare de Sevran - Livry                          | Gare d'Aulnay-sous-Bois ⥋ Gare de Sevran - Livry                          | Gare d'Aulnay-sous-Bois ⥋ Gare de Sevran - Livry                          | Gare d'Aulnay-sous-Bois ⥋ Gare de Sevran - Livry                          | Gare d'Aulnay-sous-Bois ⥋ Gare de Sevran - Livry                          | Gare d'Aulnay-sous-Bois ⥋ Gare de Sevran - Livry                          | Gare d'Aulnay-sous-Bois ⥋ Gare de Sevran - Livry                          | Gare d'Aulnay-sous-Bois ⥋ Gare de Sevran - Livry                          |
| 612   | Ouverture / Fermeture 20 novembre 2023 / — | Longueur —                                                                | Durée 13 à 21 min                                                         | Nb. d’arrêts 13                                                           | Matériel Urbanway 12 GNV GX 327 GX 337 Hybride                            | Jours de fonctionnement L, Ma, Me, J, V, S                                | Jour / Soir / Nuit / Fêtes O / O / N / N                                  | Voy. / an —                                                               | Dépôt Villepinte                                                          |
| 612   | Desserte : - Ville et lieux desservis : Aulnay-sous-Bois (Gare, Mairie) et Sevran (Hôpital René Muret, Quartier Rougemont, Cimetière, Mairie, Marché). - Station(s) et gare(s) desservie(s) : Gare d'Aulnay-sous-Bois et Gare de Sevran - Livry |                                                                           |                                                                           |                                                                           |                                                                           |                                                                           |                                                                           |                                                                           |                                                                           |
| 612   | Autre : - Zone traversée : 4 - Arrêt non accessible aux UFR : — - Amplitudes horaires : La ligne fonctionne du lundi au samedi de 5 h 0 à 23 h 15 environ. - Histoire : Cette ligne a été créée dans un contexte de désertification des transports dans le centre-ville de la commune de Sevran, consécutif à la restructuration des lignes 43, 605 et 618. Elle est le fruit d'une bataille d'un an menée par la municipalité sevranaise aidée de ses concitoyens et usagers. Elle reprend essentiellement l'itinéraire de la ligne 605, dont le service avait été fortement dégradé fin 2022. Elle relie de manière plus rapide que le 618, la gare d'Aulnay-sous-Bois à la gare de Sevran - Livry en passant par le quartier Rougemont et le centre-ville de Sevran. - Date de dernière mise à jour : 20 novembre 2023.           |                                                                           |                                                                           |                                                                           |                                                                           |                                                                           |                                                                           |                                                                           |                                                                           |
| 612   | Dernière actualisation : — |                                                                           |                                                                           |                                                                           |                                                                           |                                                                           |                                                                           |                                                                           |                                                                           |
| 615   | Bobigny - Pablo Picasso ⥋ Gare de Villepinte | Bobigny - Pablo Picasso ⥋ Gare de Villepinte                              | Bobigny - Pablo Picasso ⥋ Gare de Villepinte                              | Bobigny - Pablo Picasso ⥋ Gare de Villepinte                              | Bobigny - Pablo Picasso ⥋ Gare de Villepinte                              | Bobigny - Pablo Picasso ⥋ Gare de Villepinte                              | Bobigny - Pablo Picasso ⥋ Gare de Villepinte                              | Bobigny - Pablo Picasso ⥋ Gare de Villepinte                              | Bobigny - Pablo Picasso ⥋ Gare de Villepinte                              |
| 615   | Ouverture / Fermeture — / — | Longueur 16,20 km                                                         | Durée 45 min                                                              | Nb. d’arrêts 38 / 40                                                      | Matériel Urbanway 12 GNV                                                  | Jours de fonctionnement L, Ma, Me, J, V, S, D                             | Jour / Soir / Nuit / Fêtes O / O / N / O                                  | Voy. / an —                                                               | Dépôt Villepinte                                                          |
| 615   | Desserte : - Villes et lieux desservis : Bobigny (Préfecture de Seine-Saint-Denis, Tribunal de Grand Instance, Mairie), Bondy (Pont de Bondy, Mosquée), Aulnay-sous-Bois (Marché de la Gare, Quartier du Vieux Pays, Quartier de la Rose des Vents) et Villepinte - Station(s) et gare(s) desservie(s) : Bobigny - Pablo Picasso (métro de Paris), Lamartine (T1), Auguste Delaune (T1 - Vers Bobigny uniquement), Pont de Bondy (T1), Gare d'Aulnay-sous-Bois et Gare de Villepinte |                                                                           |                                                                           |                                                                           |                                                                           |                                                                           |                                                                           |                                                                           |                                                                           |
| 615   | Autre : - Zones traversées : 3 à 4 - Arrêt non accessible aux UFR : Bobigny - Pablo Picasso, René Camier, Lamartine, Cité Administrative, Rue des Peupliers, Pont de Bondy, Pont de Bondy / Anatole France, Lille, Etienne Dolet, Jouhaux/Blum. - Amplitudes horaires : La ligne fonctionne du lundi au jeudi de 4 h 35 à 2 h environ et jusqu'à 3 h environ les vendredis, samedis et veilles de fêtes ainsi que le dimanche de 5 h 25 à 2 h environ. - Particularité : Durant les heures de marché, la ligne est déviée par les arrêts Bougainville, Tennis, Collège Victor Hugo et La Croix Saint-Marc le mardi et le vendredi en direction d'Aulnay-sous-Bois et le dimanche dans les deux sens. La ligne bénéficie d'une fréquence renforcée dans le cadre du label Mobilien. - Date de dernière mise à jour : 6 décembre 2023. |                                                                           |                                                                           |                                                                           |                                                                           |                                                                           |                                                                           |                                                                           |                                                                           |
| 615   | Dernière actualisation : — |                                                                           |                                                                           |                                                                           |                                                                           |                                                                           |                                                                           |                                                                           |                                                                           |
| 616   | Gare de Bondy ⥋ Centre commercial O'Parinor (Garonor à certains services) | Gare de Bondy ⥋ Centre commercial O'Parinor (Garonor à certains services) | Gare de Bondy ⥋ Centre commercial O'Parinor (Garonor à certains services) | Gare de Bondy ⥋ Centre commercial O'Parinor (Garonor à certains services) | Gare de Bondy ⥋ Centre commercial O'Parinor (Garonor à certains services) | Gare de Bondy ⥋ Centre commercial O'Parinor (Garonor à certains services) | Gare de Bondy ⥋ Centre commercial O'Parinor (Garonor à certains services) | Gare de Bondy ⥋ Centre commercial O'Parinor (Garonor à certains services) | Gare de Bondy ⥋ Centre commercial O'Parinor (Garonor à certains services) |
| 616   | Ouverture / Fermeture — / — | Longueur —                                                                | Durée 60 (67) min                                                         | Nb. d’arrêts 36 (42)                                                      | Matériel Urbanway 12 GNV                                                  | Jours de fonctionnement L, Ma, Me, J, V, S, D                             | Jour / Soir / Nuit / Fêtes O / O / N / O                                  | Voy. / an —                                                               | Dépôt Villepinte                                                          |
| 616   | Desserte : - Villes et lieux desservis : Bondy (Gare, Église, Mairie, Hôpital Jean-Verdier, Canal de l'Ourcq, Lycée Claude-Nicolas Ledoux, Bois de Bondy, Cimetière), Les Pavillons-sous-Bois et Aulnay-sous-Bois (Collège Simone Veil, Clinique de l'Est Parisien, Gare, Cité Balagny, ZI des Mardelles, O'Parinor, Garonor) et Le Blanc-Mesnil. - Station(s) et gare(s) desservie(s) : Gare de Bondy et Gare d'Aulnay-sous-Bois. |                                                                           |                                                                           |                                                                           |                                                                           |                                                                           |                                                                           |                                                                           |                                                                           |
| 616   | Autre : - Zones traversées : 3 à 4 - Arrêt non accessible aux UFR : — - Amplitudes horaires : La ligne fonctionne du lundi au vendredi de 5 h 20 à 23 h 25 environ, le samedi de 6 h 0 à 22 h 55 et le dimanche jusqu'à 23 h 20 environ. - Particularités : La ligne est prolongée à Garonor à certains services. - Date de dernière mise à jour : 6 décembre 2023. |                                                                           |                                                                           |                                                                           |                                                                           |                                                                           |                                                                           |                                                                           |                                                                           |
| 616   | Dernière actualisation : — |                                                                           |                                                                           |                                                                           |                                                                           |                                                                           |                                                                           |                                                                           |                                                                           |
| 617   | Gare de Sevran - Beaudottes ⥋ Gare d'Aulnay-sous-Bois | Gare de Sevran - Beaudottes ⥋ Gare d'Aulnay-sous-Bois                     | Gare de Sevran - Beaudottes ⥋ Gare d'Aulnay-sous-Bois                     | Gare de Sevran - Beaudottes ⥋ Gare d'Aulnay-sous-Bois                     | Gare de Sevran - Beaudottes ⥋ Gare d'Aulnay-sous-Bois                     | Gare de Sevran - Beaudottes ⥋ Gare d'Aulnay-sous-Bois                     | Gare de Sevran - Beaudottes ⥋ Gare d'Aulnay-sous-Bois                     | Gare de Sevran - Beaudottes ⥋ Gare d'Aulnay-sous-Bois                     | Gare de Sevran - Beaudottes ⥋ Gare d'Aulnay-sous-Bois                     |
| 617   | Ouverture / Fermeture 1er mai 1998 / — | Longueur —                                                                | Durée 30 35 min                                                           | Nb. d’arrêts 25 26                                                        | Matériel Citaro Facelift Lion's City Hybride                              | Jours de fonctionnement L, Ma, Me, J, V, S, D                             | Jour / Soir / Nuit / Fêtes O / O / N / O                                  | Voy. / an —                                                               | Dépôt Villepinte                                                          |
| 617   | Desserte : - Ville et lieux desservis : Sevran (Centre commercial Beau Sevran), Aulnay-sous-Bois (Hôpital Robert Ballanger, Z.A. La Croix Saint-Marc, Cimetière Saint-Jean, Mairie Annexe, Parc Robert Ballanger, Synagogue, Cimetière Saint-Suplice, Lycée Institution l'Espérance, Mairie). - Gares desservies : Sevran-Beaudottes et Aulnay-sous-Bois. |                                                                           |                                                                           |                                                                           |                                                                           |                                                                           |                                                                           |                                                                           |                                                                           |
| 617   | Autre : - Zone traversée : 4 - Arrêt non accessible aux UFR : — - Amplitudes horaires : La ligne fonctionne du lundi au vendredi de 4 h 50 à 1 h 10, le samedi de 4 h 50 à 1 h 5 et le dimanche à partir de 7 h. - Date de dernière mise à jour : 6 décembre 2023. |                                                                           |                                                                           |                                                                           |                                                                           |                                                                           |                                                                           |                                                                           |                                                                           |
| 617   | Dernière actualisation : — |                                                                           |                                                                           |                                                                           |                                                                           |                                                                           |                                                                           |                                                                           |                                                                           |
| 618   | Gare d'Aulnay-sous-Bois ⥋ Gare de Sevran - Livry | Gare d'Aulnay-sous-Bois ⥋ Gare de Sevran - Livry                          | Gare d'Aulnay-sous-Bois ⥋ Gare de Sevran - Livry                          | Gare d'Aulnay-sous-Bois ⥋ Gare de Sevran - Livry                          | Gare d'Aulnay-sous-Bois ⥋ Gare de Sevran - Livry                          | Gare d'Aulnay-sous-Bois ⥋ Gare de Sevran - Livry                          | Gare d'Aulnay-sous-Bois ⥋ Gare de Sevran - Livry                          | Gare d'Aulnay-sous-Bois ⥋ Gare de Sevran - Livry                          | Gare d'Aulnay-sous-Bois ⥋ Gare de Sevran - Livry                          |
| 618   | Ouverture / Fermeture — / — | Longueur 10,70 km                                                         | Durée —                                                                   | Nb. d’arrêts 27                                                           | Matériel GX 337 Hybride                                                   | Jours de fonctionnement L, Ma, Me, J, V, S, D                             | Jour / Soir / Nuit / Fêtes O / O / N / O                                  | Voy. / an —                                                               | Dépôt Villepinte                                                          |
| 618   | Desserte : - Ville et lieux desservis : Aulnay-sous-Bois (Gare, Mairie) et Sevran (Hôpital René Muret, Collège Evariste Galois, Quartier des Beaudottes, Cimetière, Collège Georges Brassens). - Station(s) et gare(s) desservie(s) : Gare d'Aulnay-sous-Bois, Gare de Sevran - Beaudottes et Gare de Sevran - Livry |                                                                           |                                                                           |                                                                           |                                                                           |                                                                           |                                                                           |                                                                           |                                                                           |
| 618   | Autre : - Zone traversée : 4 - Arrêt non accessible aux UFR : — - Amplitudes horaires : La ligne fonctionne du lundi au vendredi de 4 h 40 à 23 h 25 environ, le samedi jusqu'à 23 h 30 et le dimanche de 6 h à 23 h 35 environ. - Particularités : Cette ligne assure une desserte scolaire aux principales heures d'entrée et de sortie du collège de la Pléiade de Sevran. - Date de dernière mise à jour : 6 juillet 2023. |                                                                           |                                                                           |                                                                           |                                                                           |                                                                           |                                                                           |                                                                           |                                                                           |
| 618   | Dernière actualisation : — |                                                                           |                                                                           |                                                                           |                                                                           |                                                                           |                                                                           |                                                                           |                                                                           |
| 619   | Gare du Vert-Galant ⥋ Gare de Sevran - Beaudottes | Gare du Vert-Galant ⥋ Gare de Sevran - Beaudottes                         | Gare du Vert-Galant ⥋ Gare de Sevran - Beaudottes                         | Gare du Vert-Galant ⥋ Gare de Sevran - Beaudottes                         | Gare du Vert-Galant ⥋ Gare de Sevran - Beaudottes                         | Gare du Vert-Galant ⥋ Gare de Sevran - Beaudottes                         | Gare du Vert-Galant ⥋ Gare de Sevran - Beaudottes                         | Gare du Vert-Galant ⥋ Gare de Sevran - Beaudottes                         | Gare du Vert-Galant ⥋ Gare de Sevran - Beaudottes                         |
| 619   | Ouverture / Fermeture — / — | Longueur —                                                                | Durée 35 min                                                              | Nb. d’arrêts 27                                                           | Matériel Lion's City Hybride Citaro Facelift GX 327                       | Jours de fonctionnement L, Ma, Me, J, V, S, D                             | Jour / Soir / Nuit / Fêtes O / O / N / O                                  | Voy. / an —                                                               | Dépôt Villepinte                                                          |
| 619   | Desserte : - Ville et lieux desservis : Tremblay-en-France (Mairie, Parc urbain, Parc et Palais des Sports, Lycée Léonard-de-Vinci, Zone industrielle Charles de Gaulle, Central Parc, IUT de Tremblay, Parc du Château Bleu, Centre équestre du Château Bleu, Cimetière communal et intercommunal, Centre Postal (Fret 7)), Villepinte (Maison d'Arrêt) - Station(s) et gare(s) desservie(s) : Le Vert-Galant et Sevran - Beaudottes |                                                                           |                                                                           |                                                                           |                                                                           |                                                                           |                                                                           |                                                                           |                                                                           |
| 619   | Autre : - Zone traversée : 4 à 5 - Arrêt non accessible aux UFR : — - Amplitudes horaires : La ligne fonctionne du lundi au vendredi de 4 h 40 à 23 h 10 et les weekends et jours fériés de 5 h 5 à 23 h 25. - Date de dernière mise à jour : 6 décembre 2023. |                                                                           |                                                                           |                                                                           |                                                                           |                                                                           |                                                                           |                                                                           |                                                                           |
| 619   | Dernière actualisation : — |                                                                           |                                                                           |                                                                           |                                                                           |                                                                           |                                                                           |                                                                           |                                                                           |

### Lignes 620 à 629
| Ligne | Caractéristiques | Caractéristiques                                             | Caractéristiques                                             | Caractéristiques                                             | Caractéristiques                                             | Caractéristiques                                             | Caractéristiques                                             | Caractéristiques                                             | Caractéristiques                                             |
| 620   | Le Blanc-Mesnil - ZA du Pont Yblon ⥋ Bobigny - Pablo Picasso | Le Blanc-Mesnil - ZA du Pont Yblon ⥋ Bobigny - Pablo Picasso | Le Blanc-Mesnil - ZA du Pont Yblon ⥋ Bobigny - Pablo Picasso | Le Blanc-Mesnil - ZA du Pont Yblon ⥋ Bobigny - Pablo Picasso | Le Blanc-Mesnil - ZA du Pont Yblon ⥋ Bobigny - Pablo Picasso | Le Blanc-Mesnil - ZA du Pont Yblon ⥋ Bobigny - Pablo Picasso | Le Blanc-Mesnil - ZA du Pont Yblon ⥋ Bobigny - Pablo Picasso | Le Blanc-Mesnil - ZA du Pont Yblon ⥋ Bobigny - Pablo Picasso | Le Blanc-Mesnil - ZA du Pont Yblon ⥋ Bobigny - Pablo Picasso |
| ----- | --- | ------------------------------------------------------------ | ------------------------------------------------------------ | ------------------------------------------------------------ | ------------------------------------------------------------ | ------------------------------------------------------------ | ------------------------------------------------------------ | ------------------------------------------------------------ | ------------------------------------------------------------ |
| 620   | Ouverture / Fermeture — / — | Longueur —                                                   | Durée 45-55 min                                              | Nb. d’arrêts 36                                              | Matériel Urbanway 12 GNV                                     | Jours de fonctionnement L, Ma, Me, J, V, S, D                | Jour / Soir / Nuit / Fêtes O / O / N / O                     | Voy. / an —                                                  | Dépôt Villepinte                                             |
| 620   | Desserte : - Villes et lieux desservis : Le Blanc-Mesnil (Zone d'activité du Pont Yblon, Chemin Notre-Dame, Collège Descartes, Centre d'affaires Paris Nord, Centre commercial Plein Air, Hôtel de Ville, Place de la Libération, Gare, Cité Jacques-Decour), Drancy (Avenue Jean-Jaurès, Clinique du Bois d'Amour) et Bobigny (ZA Jean-Rostand, Préfecture de la Seine-Saint-Denis, Tribunal de Bobigny, Gare routière Pablo-Picasso, Centre commercial Bobigny 2) - Stations et gares desservies : Gare du Blanc-Mesnil, Jean Rostand (T1) et Bobigny - Pablo Picasso |                                                              |                                                              |                                                              |                                                              |                                                              |                                                              |                                                              |                                                              |
| 620   | Autre : - Zones traversées : 3 - Arrêts non accessibles aux UFR : — - Amplitudes horaires : La ligne fonctionne de 5 h 30 à 23 h 20 du lundi au samedi et de 5 h 35 à 23 h 15 le dimanche. - Date de dernière mise à jour : 6 décembre 2023. |                                                              |                                                              |                                                              |                                                              |                                                              |                                                              |                                                              |                                                              |
| 620   | Dernière actualisation : — |                                                              |                                                              |                                                              |                                                              |                                                              |                                                              |                                                              |                                                              |

### Lignes 630 à 639
| Ligne | Caractéristiques | Caractéristiques                                             | Caractéristiques                                             | Caractéristiques                                             | Caractéristiques                                             | Caractéristiques                                             | Caractéristiques                                             | Caractéristiques                                             | Caractéristiques                                             |
| 637   | (Circulaire) Gare d'Aulnay-sous-Bois ⥋ via Marché de la Gare | (Circulaire) Gare d'Aulnay-sous-Bois ⥋ via Marché de la Gare | (Circulaire) Gare d'Aulnay-sous-Bois ⥋ via Marché de la Gare | (Circulaire) Gare d'Aulnay-sous-Bois ⥋ via Marché de la Gare | (Circulaire) Gare d'Aulnay-sous-Bois ⥋ via Marché de la Gare | (Circulaire) Gare d'Aulnay-sous-Bois ⥋ via Marché de la Gare | (Circulaire) Gare d'Aulnay-sous-Bois ⥋ via Marché de la Gare | (Circulaire) Gare d'Aulnay-sous-Bois ⥋ via Marché de la Gare | (Circulaire) Gare d'Aulnay-sous-Bois ⥋ via Marché de la Gare |
| ----- | --- | ------------------------------------------------------------ | ------------------------------------------------------------ | ------------------------------------------------------------ | ------------------------------------------------------------ | ------------------------------------------------------------ | ------------------------------------------------------------ | ------------------------------------------------------------ | ------------------------------------------------------------ |
| 637   | Ouverture / Fermeture — / — | Longueur 5,60 km                                             | Durée 25 min                                                 | Nb. d’arrêts 16                                              | Matériel GX 127 GX 137 L GNV                                 | Jours de fonctionnement L, Ma, Me, J, V, S, D                | Jour / Soir / Nuit / Fêtes O / N / N / O                     | Voy. / an —                                                  | Dépôt —                                                      |
| 637   | Desserte : - Villes et lieux desservis : Aulnay-sous-Bois (Marché de la Gare, Quartiers Sud-Est, Parc Faure, Parc Émile Zola) - Stations et gares desservies : Gare d'Aulnay-sous-Bois                                                                                           |                                                              |                                                              |                                                              |                                                              |                                                              |                                                              |                                                              |                                                              |
| 637   | Autre : - Zones traversées : — - Arrêts non accessibles aux UFR : — - Particularités : Fonctionne du lundi au vendredi de 6 h 15 à 20 h 20, le samedi de 7 h 30 à 20 h 20 et le dimanche et jours de fête de 8 h 30 à 12 h 50. - Date de dernière mise à jour : 6 décembre 2023. |                                                              |                                                              |                                                              |                                                              |                                                              |                                                              |                                                              |                                                              |
| 637   | Dernière actualisation : — |                                                              |                                                              |                                                              |                                                              |                                                              |                                                              |                                                              |                                                              |

### Lignes 640 à 649
| Ligne | Caractéristiques | Caractéristiques                                                                             | Caractéristiques                                                                             | Caractéristiques                                                                             | Caractéristiques                                                                             | Caractéristiques                                                                             | Caractéristiques                                                                             | Caractéristiques                                                                             | Caractéristiques                                                                             |
| 642   | Gare de Villepinte / Segro Logistics Park ⥋ Tremblay-en-France — Jaurès / Mairie de Vaujours | Gare de Villepinte / Segro Logistics Park ⥋ Tremblay-en-France — Jaurès / Mairie de Vaujours | Gare de Villepinte / Segro Logistics Park ⥋ Tremblay-en-France — Jaurès / Mairie de Vaujours | Gare de Villepinte / Segro Logistics Park ⥋ Tremblay-en-France — Jaurès / Mairie de Vaujours | Gare de Villepinte / Segro Logistics Park ⥋ Tremblay-en-France — Jaurès / Mairie de Vaujours | Gare de Villepinte / Segro Logistics Park ⥋ Tremblay-en-France — Jaurès / Mairie de Vaujours | Gare de Villepinte / Segro Logistics Park ⥋ Tremblay-en-France — Jaurès / Mairie de Vaujours | Gare de Villepinte / Segro Logistics Park ⥋ Tremblay-en-France — Jaurès / Mairie de Vaujours | Gare de Villepinte / Segro Logistics Park ⥋ Tremblay-en-France — Jaurès / Mairie de Vaujours |
| ----- | --- | -------------------------------------------------------------------------------------------- | -------------------------------------------------------------------------------------------- | -------------------------------------------------------------------------------------------- | -------------------------------------------------------------------------------------------- | -------------------------------------------------------------------------------------------- | -------------------------------------------------------------------------------------------- | -------------------------------------------------------------------------------------------- | -------------------------------------------------------------------------------------------- |
| 642   | Ouverture / Fermeture — / — | Longueur —                                                                                   | Durée 20-30 min                                                                              | Nb. d’arrêts 28                                                                              | Matériel GX 327                                                                              | Jours de fonctionnement L, Ma, Me, J, V, S, D                                                | Jour / Soir / Nuit / Fêtes O / O / N / O                                                     | Voy. / an —                                                                                  | Dépôt Villepinte                                                                             |
| 642   | Desserte : - Villes et lieux desservis : Aulnay-sous-Bois (Segro Logistics Park), Villepinte (Parc départemental du Sausset, Mairie, Parc de la Noue), Tremblay-en-France, Vaujours (Mairie, établissement scolaire Fénelon, Collège Henri IV) - Stations et gares desservies : Gare de Villepinte et Gare du Vert-Galant |                                                                                              |                                                                                              |                                                                                              |                                                                                              |                                                                                              |                                                                                              |                                                                                              |                                                                                              |
| 642   | Autre : - Zones traversées : 4 - Arrêts non accessibles aux UFR : - - Amplitudes horaires : - La ligne fonctionne du lundi au vendredi de 4 h 50 à 0 h 5 environ, le samedi de 5 h 5 à 0 h 15 environ et le dimanche de 5 h 20 à 0 h 50. - Particularités : - La ligne est prolongée jusqu'à la mairie de Vaujours, aux principales heures d'entrées et sorties de l'établissement Fénelon et du collège Henri IV ; - La ligne est prolongée jusqu'au Segro Logistics Park à raison de six allers-retours par jour. - Date de dernière mise à jour : 6 décembre 2023. |                                                                                              |                                                                                              |                                                                                              |                                                                                              |                                                                                              |                                                                                              |                                                                                              |                                                                                              |
| 642   | Dernière actualisation : — |                                                                                              |                                                                                              |                                                                                              |                                                                                              |                                                                                              |                                                                                              |                                                                                              |                                                                                              |

### Lignes de 700 à 799
| Ligne | Caractéristiques | Caractéristiques                                  | Caractéristiques                                  | Caractéristiques                                  | Caractéristiques                                  | Caractéristiques                                  | Caractéristiques                                  | Caractéristiques                                  | Caractéristiques                                  |
| 702   | Gare du Val de Fontenay ⥋ Gare d'Aulnay-sous-Bois | Gare du Val de Fontenay ⥋ Gare d'Aulnay-sous-Bois | Gare du Val de Fontenay ⥋ Gare d'Aulnay-sous-Bois | Gare du Val de Fontenay ⥋ Gare d'Aulnay-sous-Bois | Gare du Val de Fontenay ⥋ Gare d'Aulnay-sous-Bois | Gare du Val de Fontenay ⥋ Gare d'Aulnay-sous-Bois | Gare du Val de Fontenay ⥋ Gare d'Aulnay-sous-Bois | Gare du Val de Fontenay ⥋ Gare d'Aulnay-sous-Bois | Gare du Val de Fontenay ⥋ Gare d'Aulnay-sous-Bois |
| ----- | --- | ------------------------------------------------- | ------------------------------------------------- | ------------------------------------------------- | ------------------------------------------------- | ------------------------------------------------- | ------------------------------------------------- | ------------------------------------------------- | ------------------------------------------------- |
| 702   | Ouverture / Fermeture 2 avril 2001 / — | Longueur 11,4 km                                  | Durée 20 à 30 min                                 | Nb. d’arrêts 6                                    | Matériel —                                        | Jours de fonctionnement L, Ma, Me, J, V           | Jour / Soir / Nuit / Fêtes O / N / N / N          | Voy. / an —                                       | Dépôt Tremblay-en-France                          |
| 702   | Desserte : - Villes et lieux desservis : Fontenay-sous-Bois (Val-de-Fontenay, ZA Péripôle) et Aulnay-sous-Bois - Gares desservies : Val de Fontenay et Aulnay-sous-Bois |                                                   |                                                   |                                                   |                                                   |                                                   |                                                   |                                                   |                                                   |
| 702   | Autre : - Zones traversées : 3 et 4 - Arrêts non accessibles aux UFR : — - Amplitudes horaires : La ligne fonctionne du lundi au vendredi de 6 h 15 à 20 h 10 à raison d'un passage par heure aux heures creuses et de deux passages par heure aux heures de pointe. - Particularité : Il s'agit d'une ligne express empruntant les autoroutes A86 & A3 (et donc soumise aux aléas de circulation qui impactent la régularité de la ligne aux heures de pointe essentiellement). - Date de dernière mise à jour : 24 août 2023. |                                                   |                                                   |                                                   |                                                   |                                                   |                                                   |                                                   |                                                   |
| 702   | Dernière actualisation : — |                                                   |                                                   |                                                   |                                                   |                                                   |                                                   |                                                   |                                                   |
| 703   | Gare du Bourget ⥋ Gare de Drancy | Gare du Bourget ⥋ Gare de Drancy                  | Gare du Bourget ⥋ Gare de Drancy                  | Gare du Bourget ⥋ Gare de Drancy                  | Gare du Bourget ⥋ Gare de Drancy                  | Gare du Bourget ⥋ Gare de Drancy                  | Gare du Bourget ⥋ Gare de Drancy                  | Gare du Bourget ⥋ Gare de Drancy                  | Gare du Bourget ⥋ Gare de Drancy                  |
| 703   | Ouverture / Fermeture — / — | Longueur 4,35 km                                  | Durée 10 min                                      | Nb. d’arrêts 10                                   | Matériel GX 127 GX 137 L GNV                      | Jours de fonctionnement L, Ma, Me, J, V, S, D     | Jour / Soir / Nuit / Fêtes O / N / N / O          | Voy. / an —                                       | Dépôt Villepinte                                  |
| 703   | Desserte : - Villes et lieux desservis : Le Bourget et Drancy - Gares desservies : Le Bourget et Drancy |                                                   |                                                   |                                                   |                                                   |                                                   |                                                   |                                                   |                                                   |
| 703   | Autre : - Zone traversée : 3 - Arrêts non accessibles aux UFR : — - Amplitudes horaires : La ligne fonctionne du lundi au vendredi de 6 h à 21 h 15, le samedi de 8 h 50 à 17 h 20 et les dimanches et fêtes jusqu'à 13 h 20. - Particularité : La ligne est exploitée par des bus du réseau Transdev TRA. - Date de dernière mise à jour : 6 décembre 2023. |                                                   |                                                   |                                                   |                                                   |                                                   |                                                   |                                                   |                                                   |
| 703   | Dernière actualisation : — |                                                   |                                                   |                                                   |                                                   |                                                   |                                                   |                                                   |                                                   |

### T'bus
| Ligne   | Caractéristiques | Caractéristiques                                                          | Caractéristiques                                                          | Caractéristiques                                                          | Caractéristiques                                                          | Caractéristiques                                                          | Caractéristiques                                                          | Caractéristiques                                                          | Caractéristiques                                                          |
| T'bus 1 | Route de l'Arpenteur ⥋ Gare du Vert-Galant | Route de l'Arpenteur ⥋ Gare du Vert-Galant                                | Route de l'Arpenteur ⥋ Gare du Vert-Galant                                | Route de l'Arpenteur ⥋ Gare du Vert-Galant                                | Route de l'Arpenteur ⥋ Gare du Vert-Galant                                | Route de l'Arpenteur ⥋ Gare du Vert-Galant                                | Route de l'Arpenteur ⥋ Gare du Vert-Galant                                | Route de l'Arpenteur ⥋ Gare du Vert-Galant                                | Route de l'Arpenteur ⥋ Gare du Vert-Galant                                |
| ------- | --- | ------------------------------------------------------------------------- | ------------------------------------------------------------------------- | ------------------------------------------------------------------------- | ------------------------------------------------------------------------- | ------------------------------------------------------------------------- | ------------------------------------------------------------------------- | ------------------------------------------------------------------------- | ------------------------------------------------------------------------- |
| T'bus 1 | Ouverture / Fermeture 2 septembre 2019 / — | Longueur —                                                                | Durée 15-55 min                                                           | Nb. d’arrêts 38                                                           | Matériel Urbanway 12 GNV                                                  | Jours de fonctionnement L, Ma, Me, J, V, S, D                             | Jour / Soir / Nuit / Fêtes O / N / N / O                                  | Voy. / an —                                                               | Centre-bus Tremblay-en-France                                             |
| T'bus 1 | Desserte : - Villes et lieux desservis : Tremblay-en-France (cimetière, IUT, lycées, zone aéroportuaire) et Roissy-en-France - Gares desservies : Aéroport Charles-de-Gaulle 1 et Le Vert-Galant |                                                                           |                                                                           |                                                                           |                                                                           |                                                                           |                                                                           |                                                                           |                                                                           |
| T'bus 1 | Autre : - Zones traversées : 4 et 5 - Arrêts non accessibles aux UFR : — - Amplitudes horaires : La ligne fonctionne du lundi au vendredi de 4 h 45 (le week-end et jours fériés dès 4 h 50) à 22 h 10. - Particularités : Le service à la demande Filéo reprend l'itinéraire de la ligne, tous les jours sans interruption pour rejoindre la zone aéroportuaire pendant les heures où elle ne fonctionne pas. - Date de dernière mise à jour : 17 juillet 2023. |                                                                           |                                                                           |                                                                           |                                                                           |                                                                           |                                                                           |                                                                           |                                                                           |
| T'bus 1 | Dernière actualisation : — |                                                                           |                                                                           |                                                                           |                                                                           |                                                                           |                                                                           |                                                                           |                                                                           |
| T'bus 2 | Parc des Expositions RER ⥋ Vert Galant RER | Parc des Expositions RER ⥋ Vert Galant RER                                | Parc des Expositions RER ⥋ Vert Galant RER                                | Parc des Expositions RER ⥋ Vert Galant RER                                | Parc des Expositions RER ⥋ Vert Galant RER                                | Parc des Expositions RER ⥋ Vert Galant RER                                | Parc des Expositions RER ⥋ Vert Galant RER                                | Parc des Expositions RER ⥋ Vert Galant RER                                | Parc des Expositions RER ⥋ Vert Galant RER                                |
| T'bus 2 | Ouverture / Fermeture 2 septembre 2019 / — | Longueur —                                                                | Durée 10-20 min                                                           | Nb. d’arrêts 25                                                           | Matériel Urbanway 12 GNV                                                  | Jours de fonctionnement L, Ma, Me, J, V, S, D                             | Jour / Soir / Nuit / Fêtes O / N / N / O                                  | Voy. / an —                                                               | Centre-bus Tremblay-en-France                                             |
| T'bus 2 | Desserte : - Villes et lieux desservis : Tremblay-en-France (cimetière, IUT, lycée Léonard de Vinci) et Villepinte (parc des expositions de Paris-Nord) - Gares desservies : Parc des Expositions et Le Vert-Galant |                                                                           |                                                                           |                                                                           |                                                                           |                                                                           |                                                                           |                                                                           |                                                                           |
| T'bus 2 | Autre : - Zones traversées : 4 et 5 - Arrêts non accessibles aux UFR : — - Amplitudes horaires : La ligne fonctionne du lundi au vendredi de 6 h 0 à 23 h 15, le samedi de 8 h 5 à 23 h 50 et le dimanche et jours fériés de 10 h 15 à 19 h 50. - Particularités : Le service à la demande Filéo reprend le parcours de la ligne tous les jours sans interruption pour rejoindre la zone aéroportuaire pendant les heures où elle ne fonctionne pas. - Date de dernière mise à jour : 17 juillet 2023. |                                                                           |                                                                           |                                                                           |                                                                           |                                                                           |                                                                           |                                                                           |                                                                           |
| T'bus 2 | Dernière actualisation : — |                                                                           |                                                                           |                                                                           |                                                                           |                                                                           |                                                                           |                                                                           |                                                                           |
| T'bus 3 | Vert Galant RER (circulaire) ⥋ Lycée Léonard de Vinci (desserte scolaire) | Vert Galant RER (circulaire) ⥋ Lycée Léonard de Vinci (desserte scolaire) | Vert Galant RER (circulaire) ⥋ Lycée Léonard de Vinci (desserte scolaire) | Vert Galant RER (circulaire) ⥋ Lycée Léonard de Vinci (desserte scolaire) | Vert Galant RER (circulaire) ⥋ Lycée Léonard de Vinci (desserte scolaire) | Vert Galant RER (circulaire) ⥋ Lycée Léonard de Vinci (desserte scolaire) | Vert Galant RER (circulaire) ⥋ Lycée Léonard de Vinci (desserte scolaire) | Vert Galant RER (circulaire) ⥋ Lycée Léonard de Vinci (desserte scolaire) | Vert Galant RER (circulaire) ⥋ Lycée Léonard de Vinci (desserte scolaire) |
| T'bus 3 | Ouverture / Fermeture 2 septembre 2019 / — | Longueur —                                                                | Durée 20-30 min                                                           | Nb. d’arrêts 25                                                           | Matériel Citaro K C2 Urbanway 12 GNV                                      | Jours de fonctionnement L, Ma, Me, J, V, S, D                             | Jour / Soir / Nuit / Fêtes O / N / N / O                                  | Voy. / an —                                                               | Centre-bus Tremblay-en-France                                             |
| T'bus 3 | Desserte : - Villes et lieux desservis : Tremblay-en-France (collège Romain Rolland, gymnase Marcel Cerdan, lycée Léonard de Vinci, stade Jean Jaurès) - Gares desservies : Le Vert-Galant |                                                                           |                                                                           |                                                                           |                                                                           |                                                                           |                                                                           |                                                                           |                                                                           |
| T'bus 3 | Autre : - Zones traversées : 4 - Arrêts non accessibles aux UFR : — - Amplitudes horaires : La ligne fonctionne du lundi au vendredi de 6 h 25 à 22 h 40, le samedi dès 7 h 55 et le dimanche et jours fériés de 9 h 55 à 19 h 10. - Particularités : Cette ligne assure la desserte du quartier du Vert-Galant (au sud de la ville de Tremblay-en-France) sous forme d'une navette circulaire. Aux jours ouvrables, elle se voit prolongée jusqu'à l'arrêt Lycée Léonard de Vinci aux heures principales d'entrée et de sortie des lycéens. Les courses à vocation scolaire de l'après-midi ne sont pas assurées pendant les vacances scolaires. De plus, le service à la demande Filéo reprend le parcours de la ligne tous les jours sans interruption pour rejoindre la zone aéroportuaire pendant les heures où elle ne fonctionne pas. - Date de dernière mise à jour : 7 novembre 2019. |                                                                           |                                                                           |                                                                           |                                                                           |                                                                           |                                                                           |                                                                           |                                                                           |
| T'bus 3 | Dernière actualisation : — |                                                                           |                                                                           |                                                                           |                                                                           |                                                                           |                                                                           |                                                                           |                                                                           |

## Gestion et exploitation
Les réseaux de transports en commun franciliens sont organisés par Île-de-France Mobilités. L'exploitation du réseau de bus Terres d'Envol reviendra à Transdev Nord Seine-Saint-Denis à partir du 1er janvier 2021.

### Parc de véhicules

#### Dépôts
Les dépôts ont pour mission de stocker les différents véhicules, mais également d'assurer leur entretien préventif et curatif. L'entretien curatif ou correctif a lieu quand une panne ou un dysfonctionnement est signalé par un machiniste.

### Tarification et fonctionnement

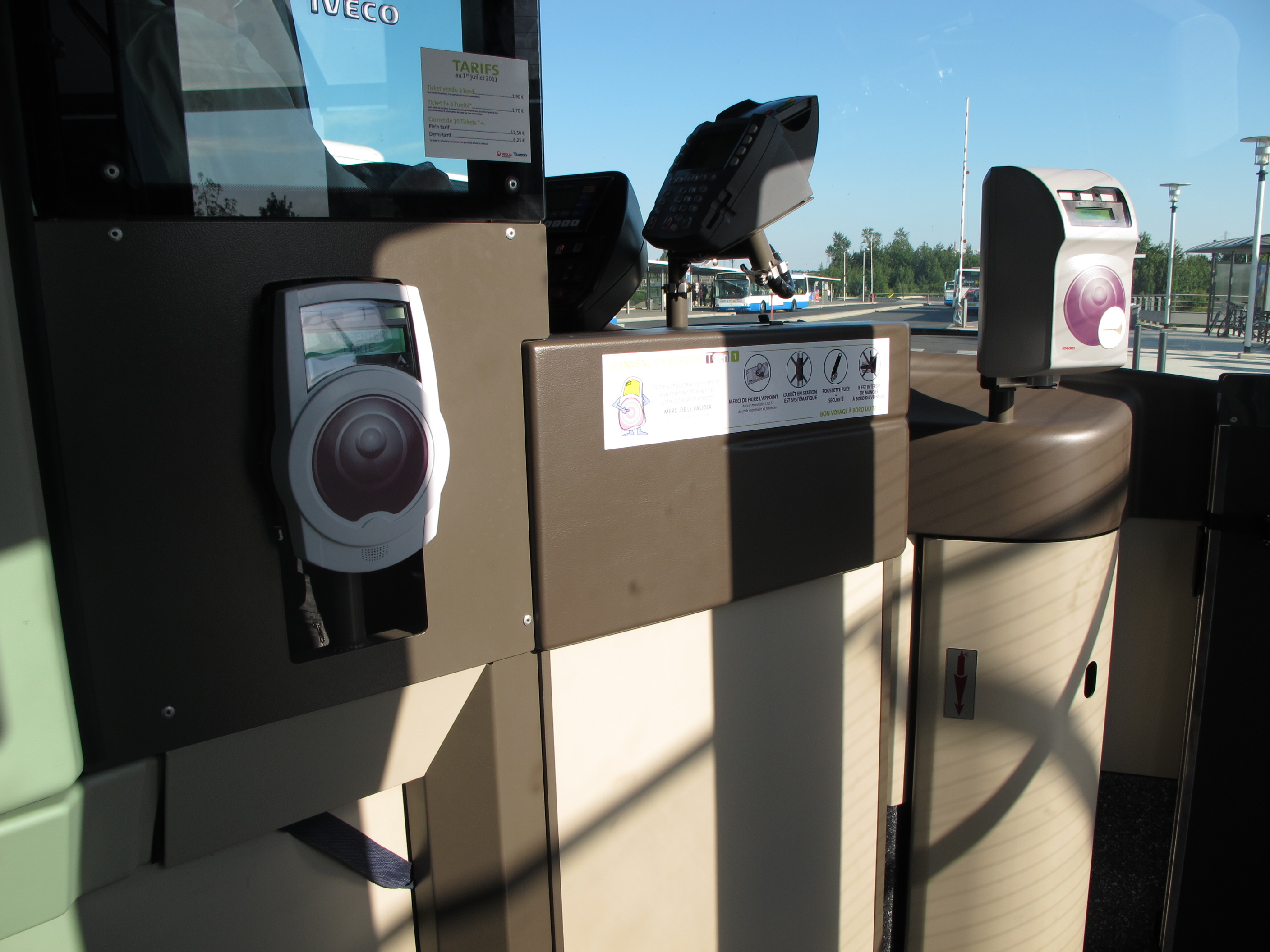
Validateurs pour passes Navigo (à gauche) et pour tickets carton (à droite) présents dans les bus et tramway.

La tarification des lignes d'autobus d'Île-de-France est unifiée et accessible avec les mêmes abonnements. Un ticket « bus-tram », qui remplace le ticket t+ au 1er janvier 2025, permet un trajet simple quelle que soit la distance, avec une ou plusieurs correspondances possibles avec les autres lignes de bus et de tramway pendant une durée maximale de 1 h 30 entre la première et dernière validation. En revanche, un ticket validé dans un bus ne permet pas d'emprunter le métro, ni le Transilien et le RER. Les lignes Orlybus et Roissybus, assurant de façon directe les dessertes aéroportuaires via autoroute, disposent d'une tarification spécifique mais sont accessibles avec les abonnements habituels.
Les tarifs des billets et abonnements dont le montant est limité par décision politique ne couvrent pas les frais réels de transport. Le manque à gagner est compensé par l'autorité organisatrice, Île-de-France Mobilités, présidée depuis 2005 par le président du conseil régional d'Île-de-France et composé d'élus locaux. Elle définit les conditions générales d'exploitation ainsi que la durée et la fréquence des services. L'équilibre financier du fonctionnement est assuré par une dotation globale annuelle aux transporteurs de la région grâce au versement mobilité payé par les entreprises et aux contributions des collectivités publiques.